# Biserica fortificată din Reghin

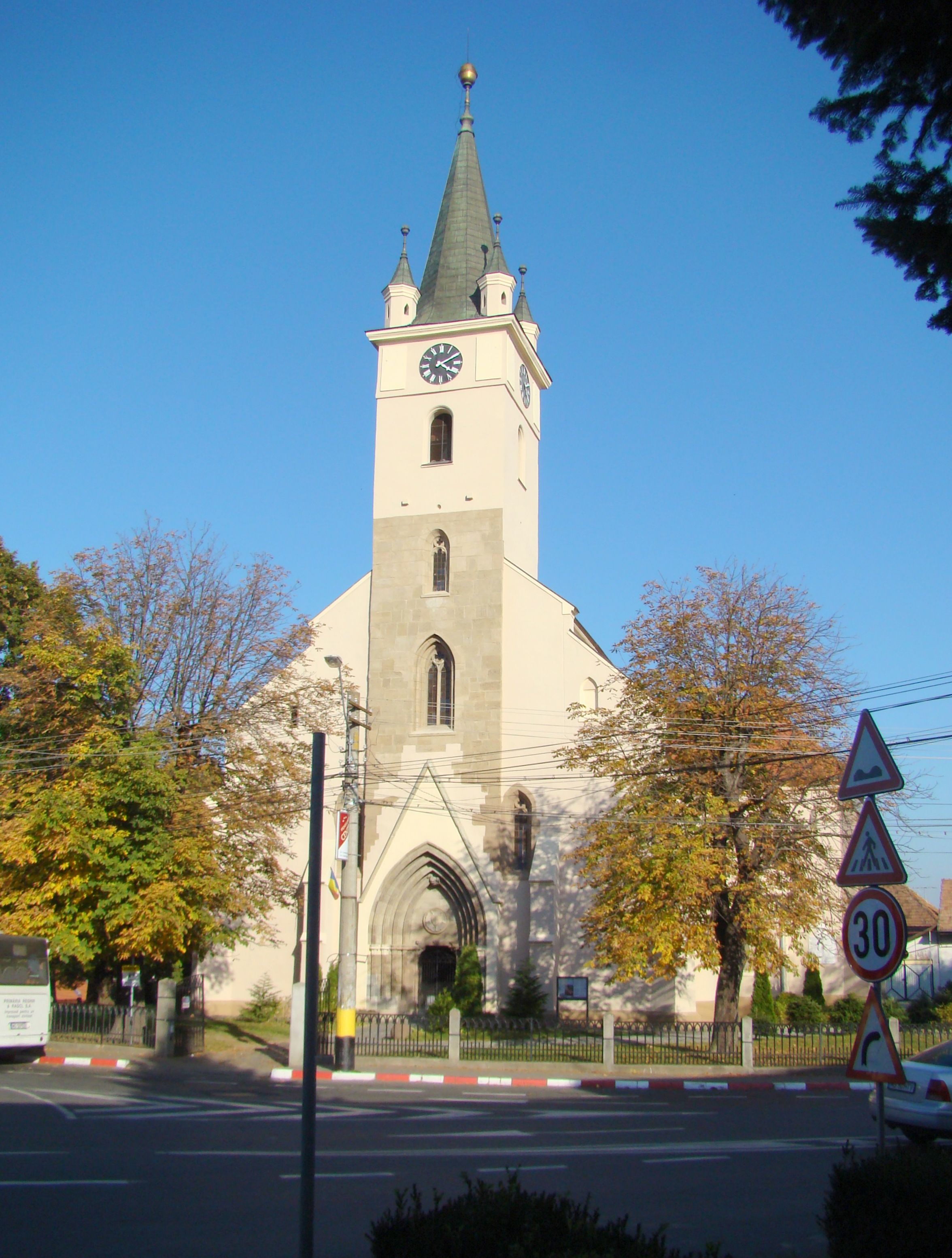
Biserica evanghelică din Reghin, foto: octombrie 2019.

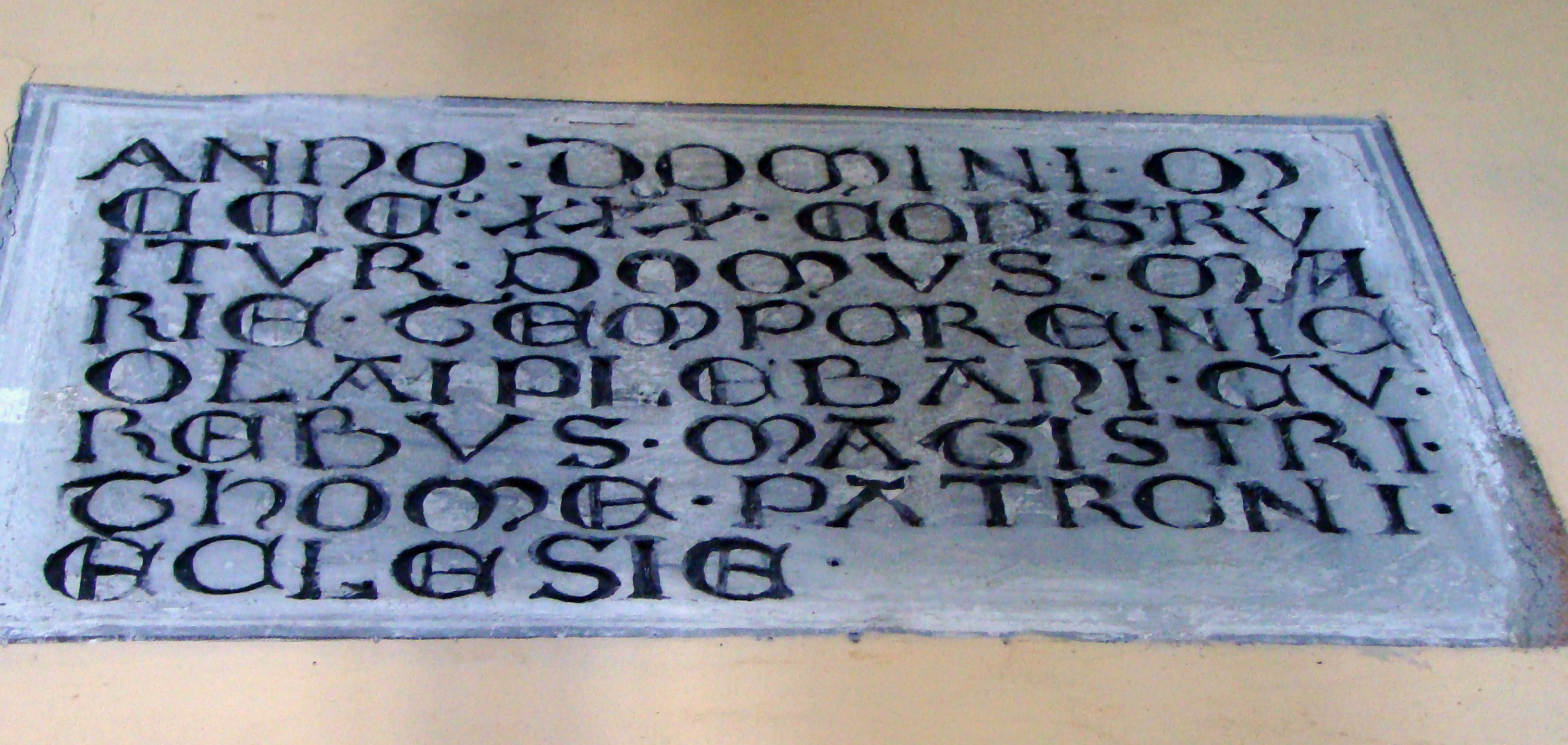
Inscripția din dreapta intrării în sacristie, cea mai veche, într-o biserică medievală, de pe teritoriul Transilvaniei.

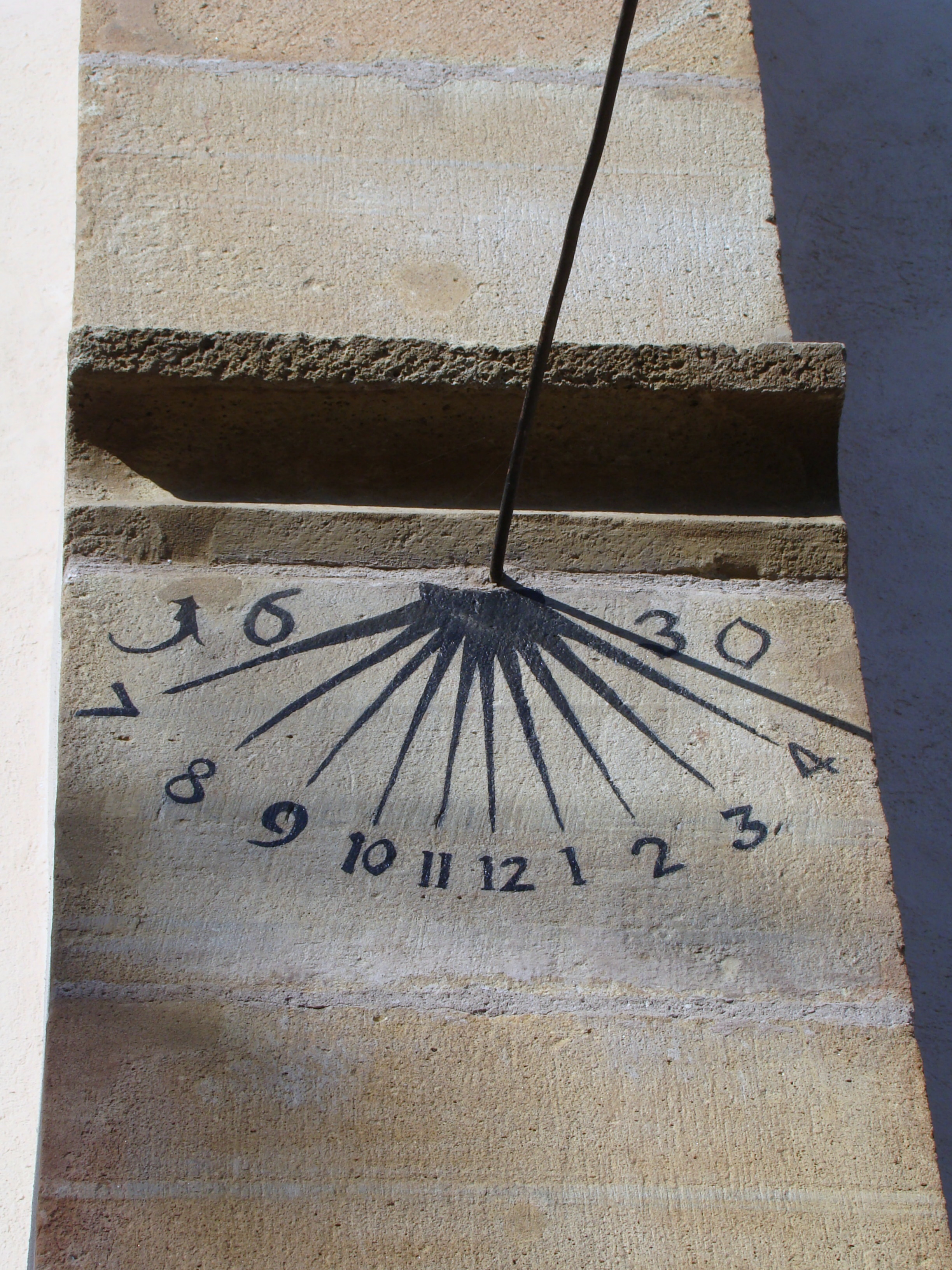
Ceasul solar

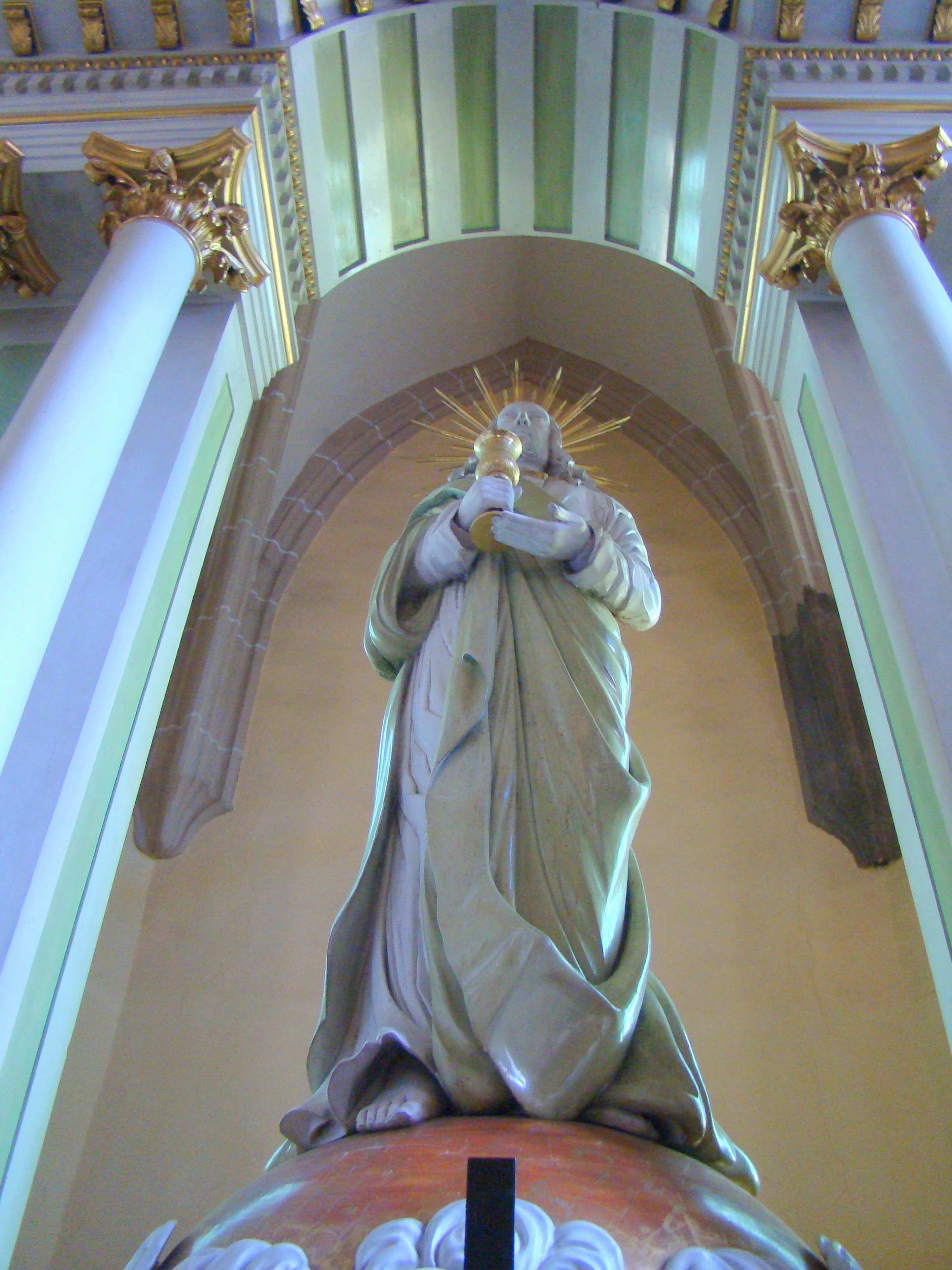
Altarul bisericii evanghelice din Reghin construit în anul 1858 de Fr.Pokhatz

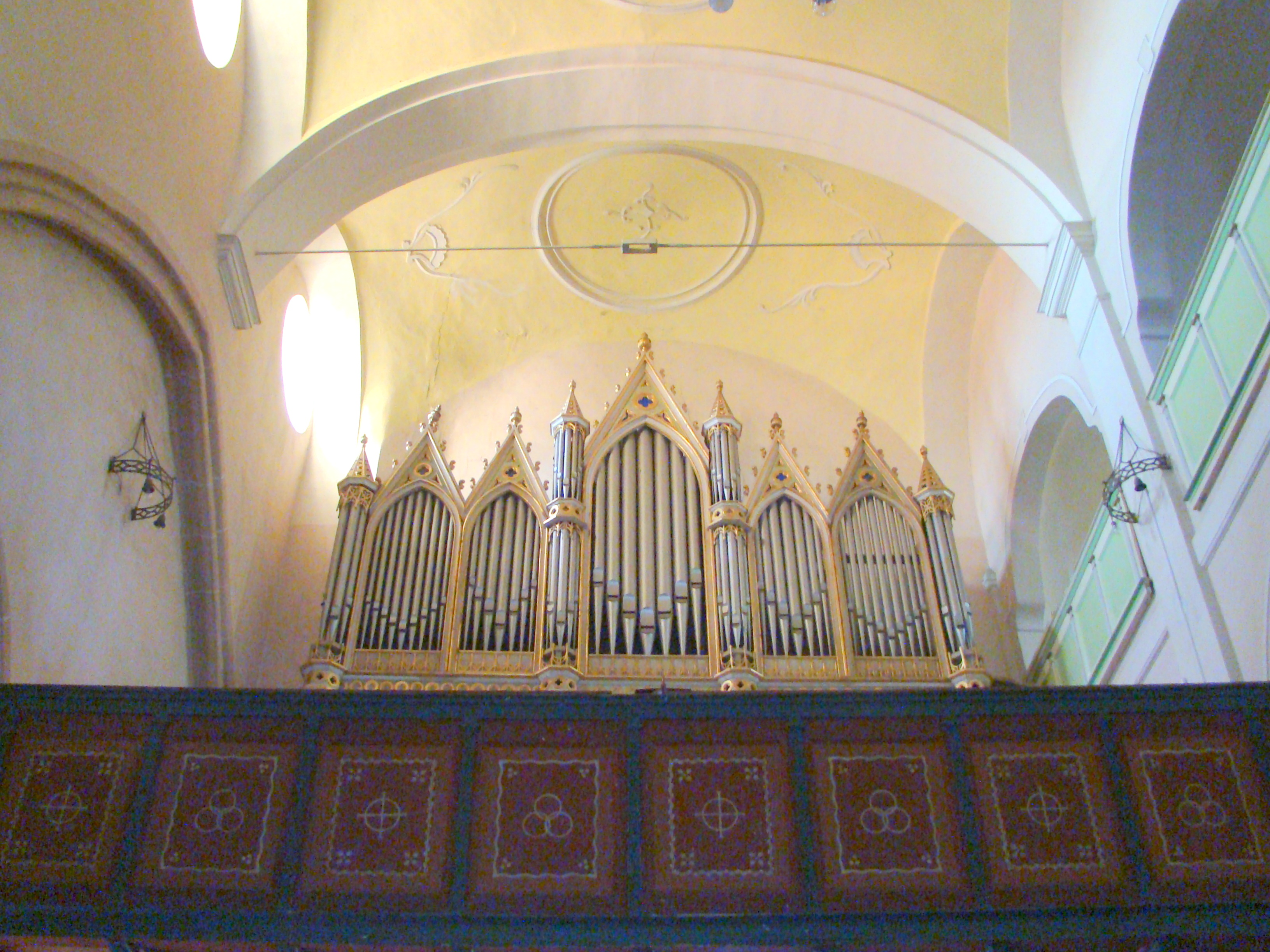
Orga construită în stil neogotic în anul 1849 de Karl Schneider, restaurată în anul 1923 de Karl Einschenk

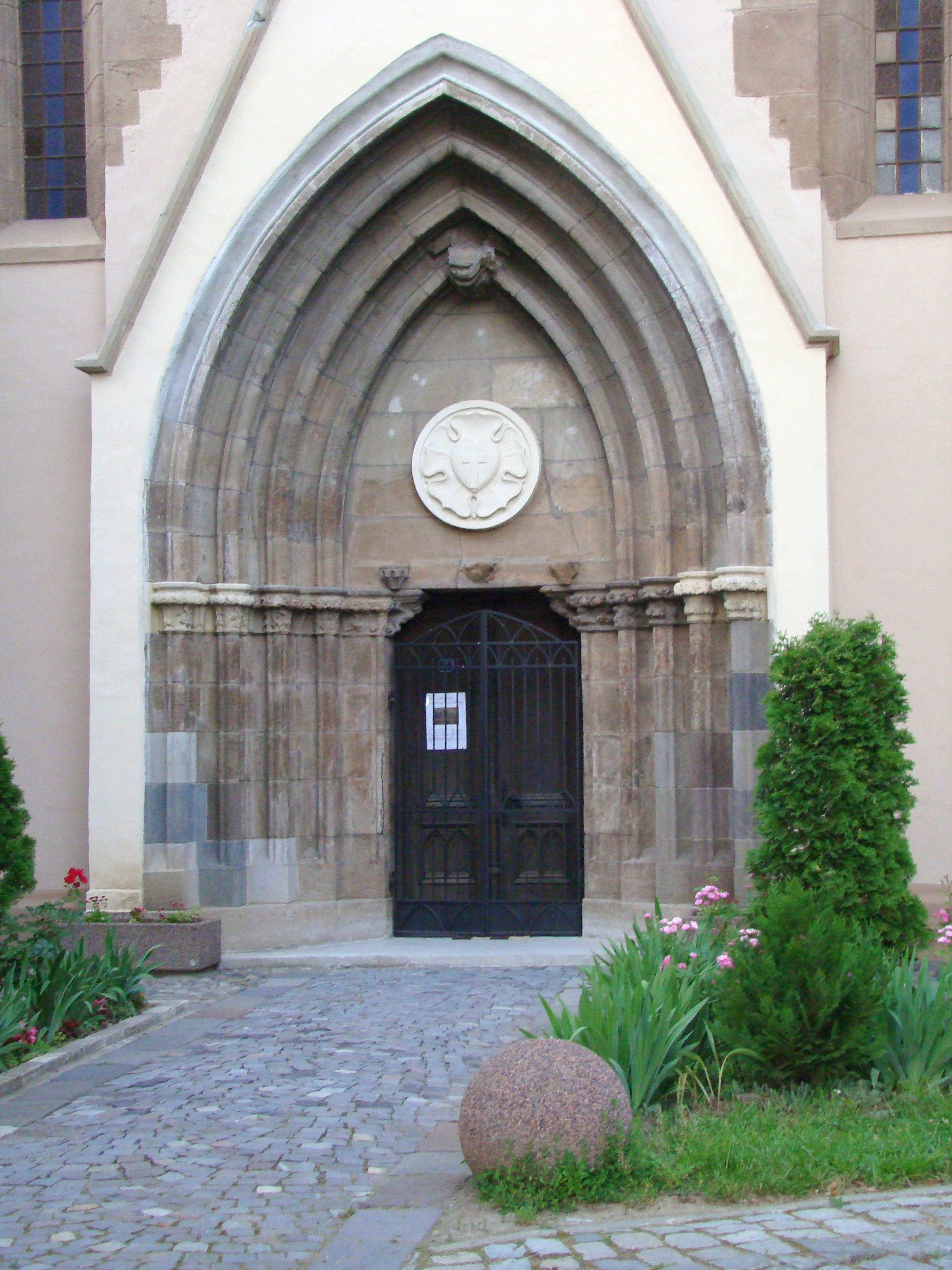
Portalul gotic în arc frânt

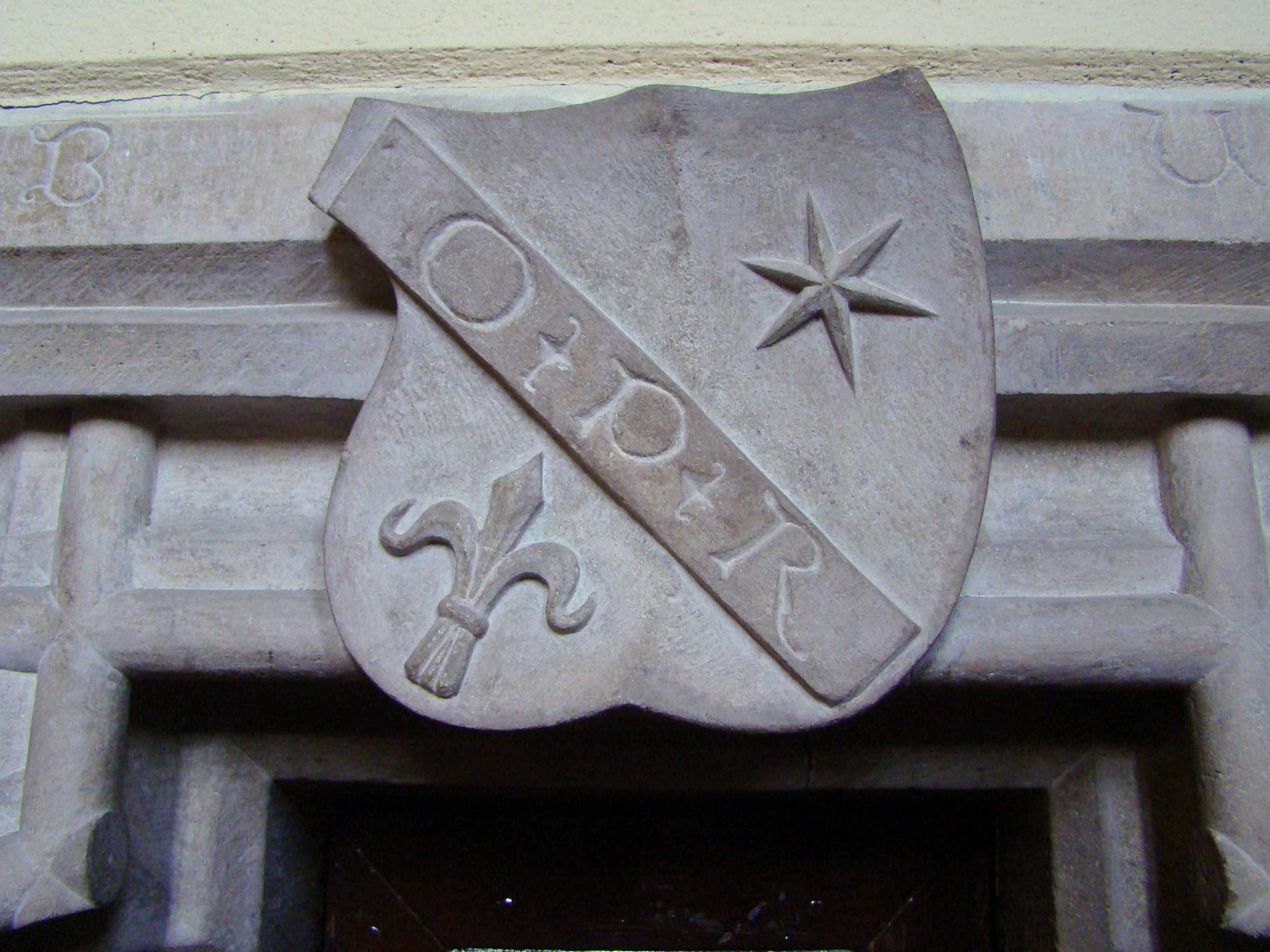
Blazonul medieval al Reghinului

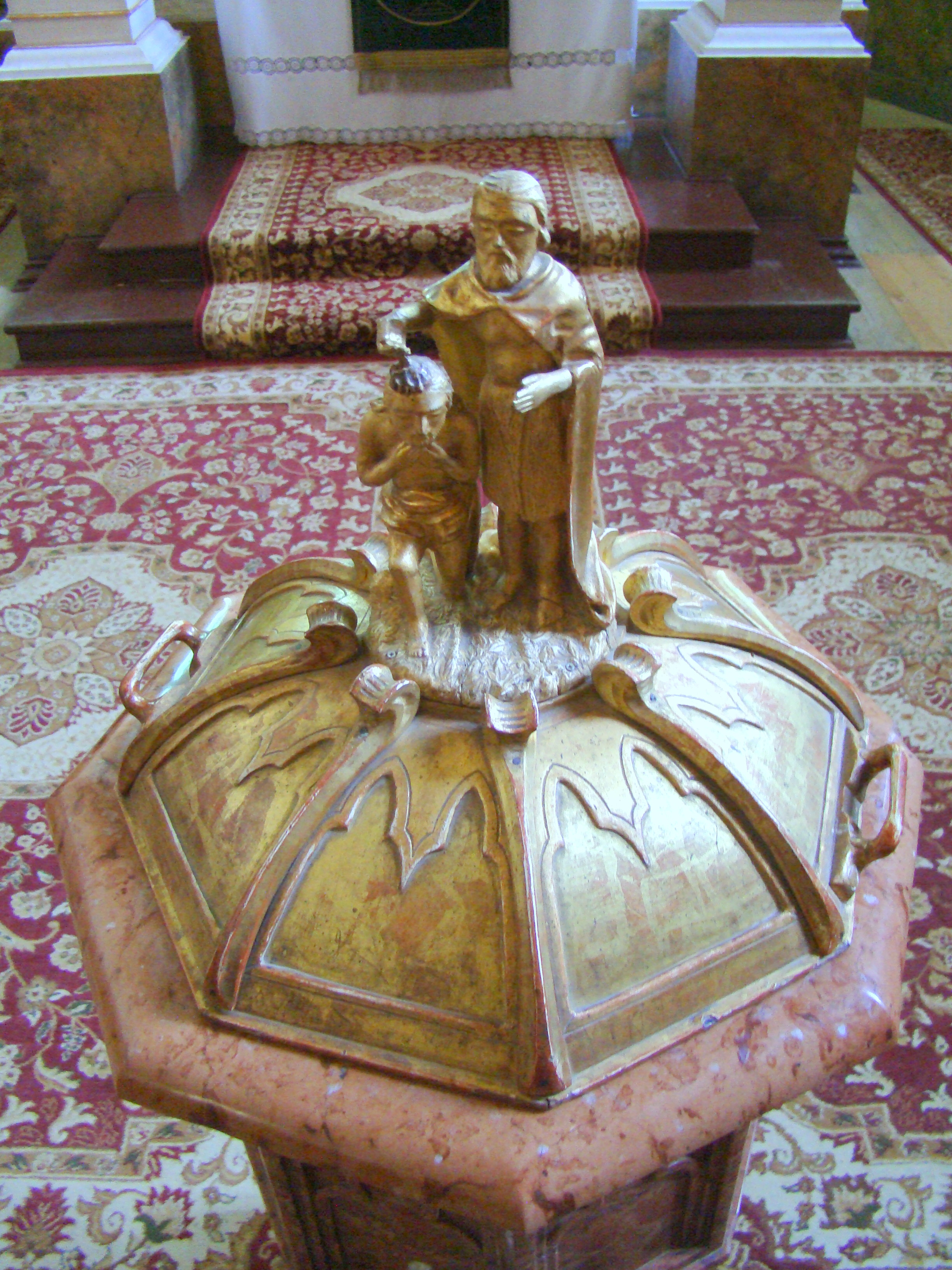
Cristelniţa (1851)

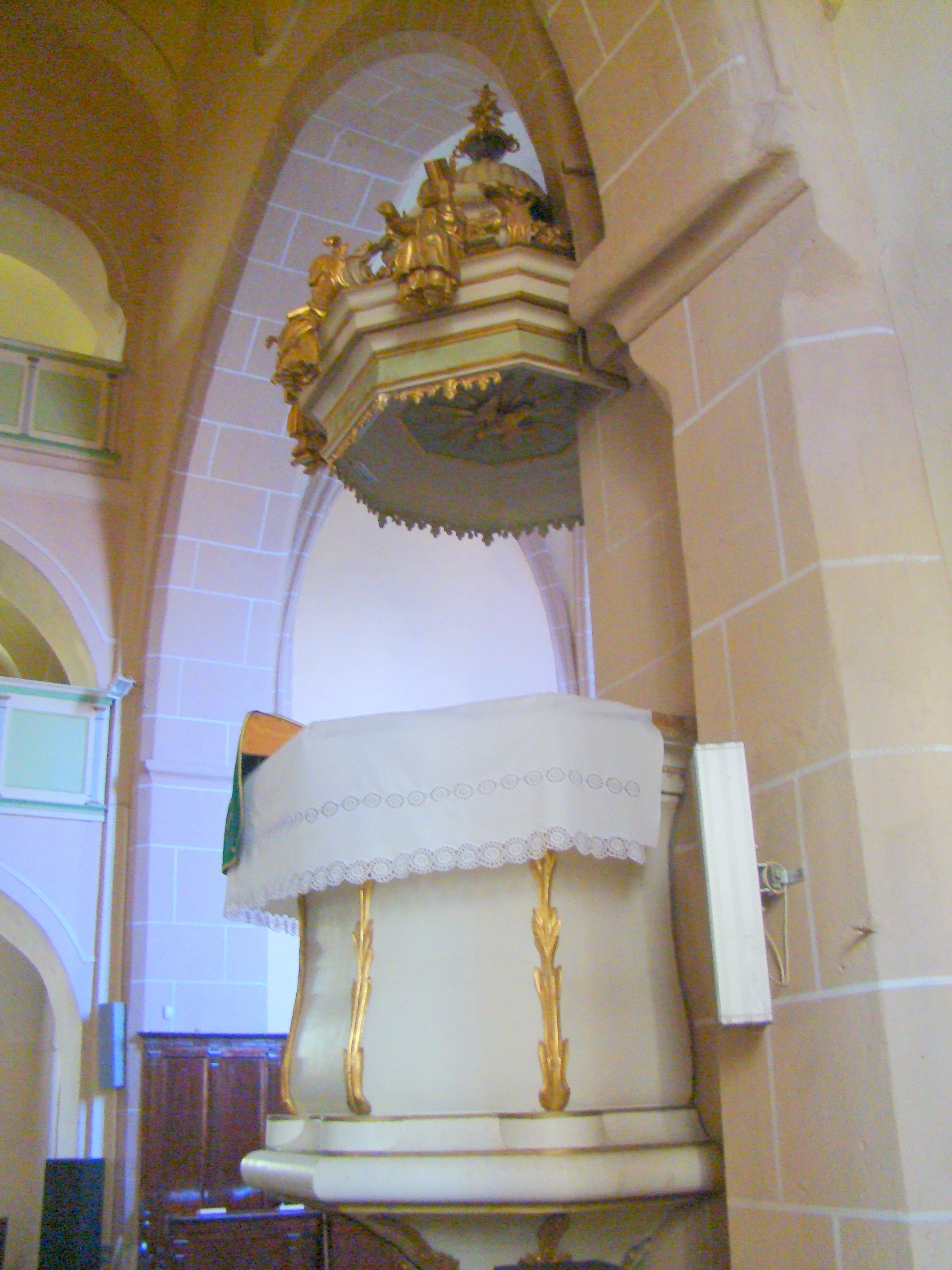
Amvonul

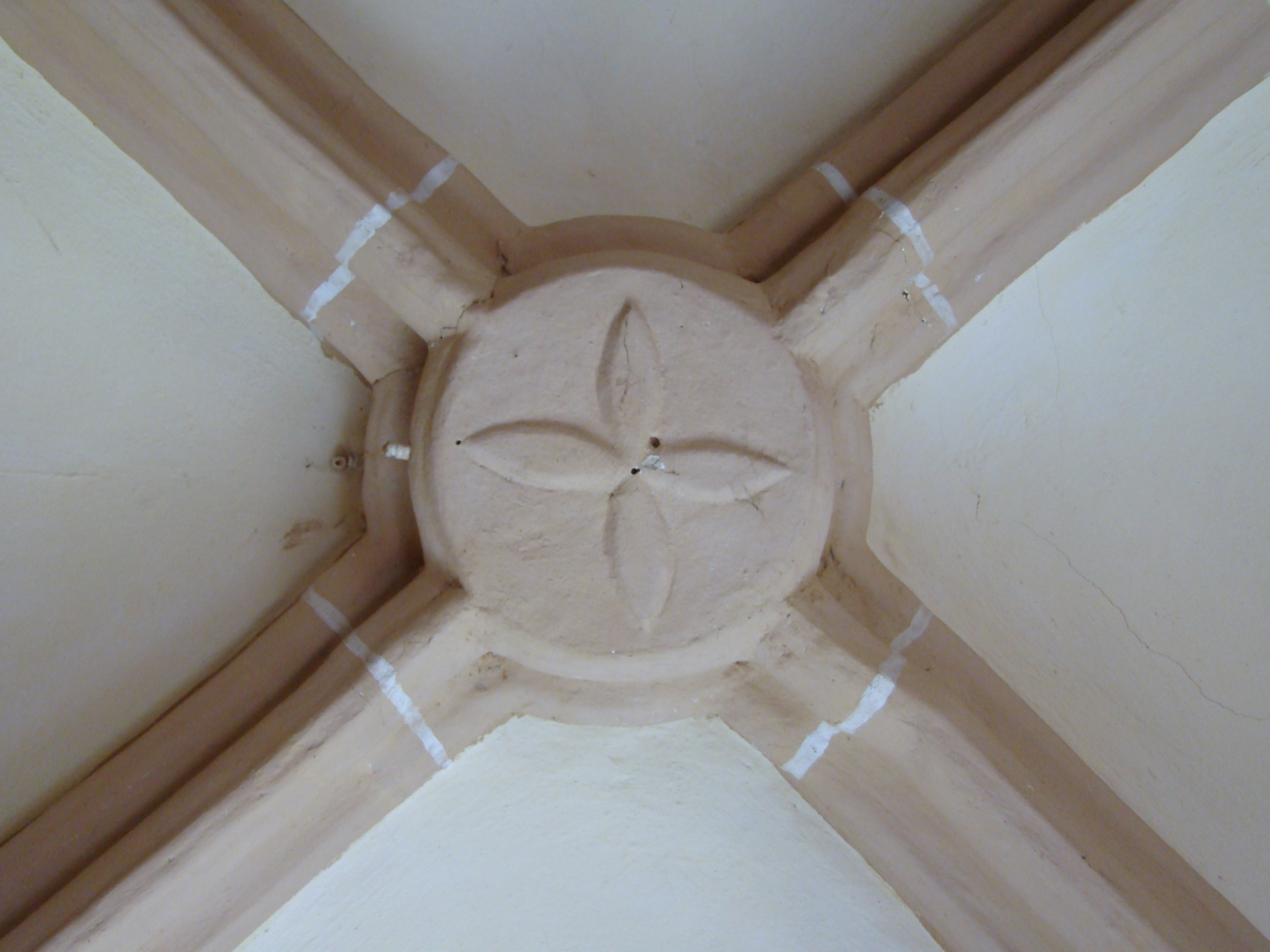
Cheie de boltă

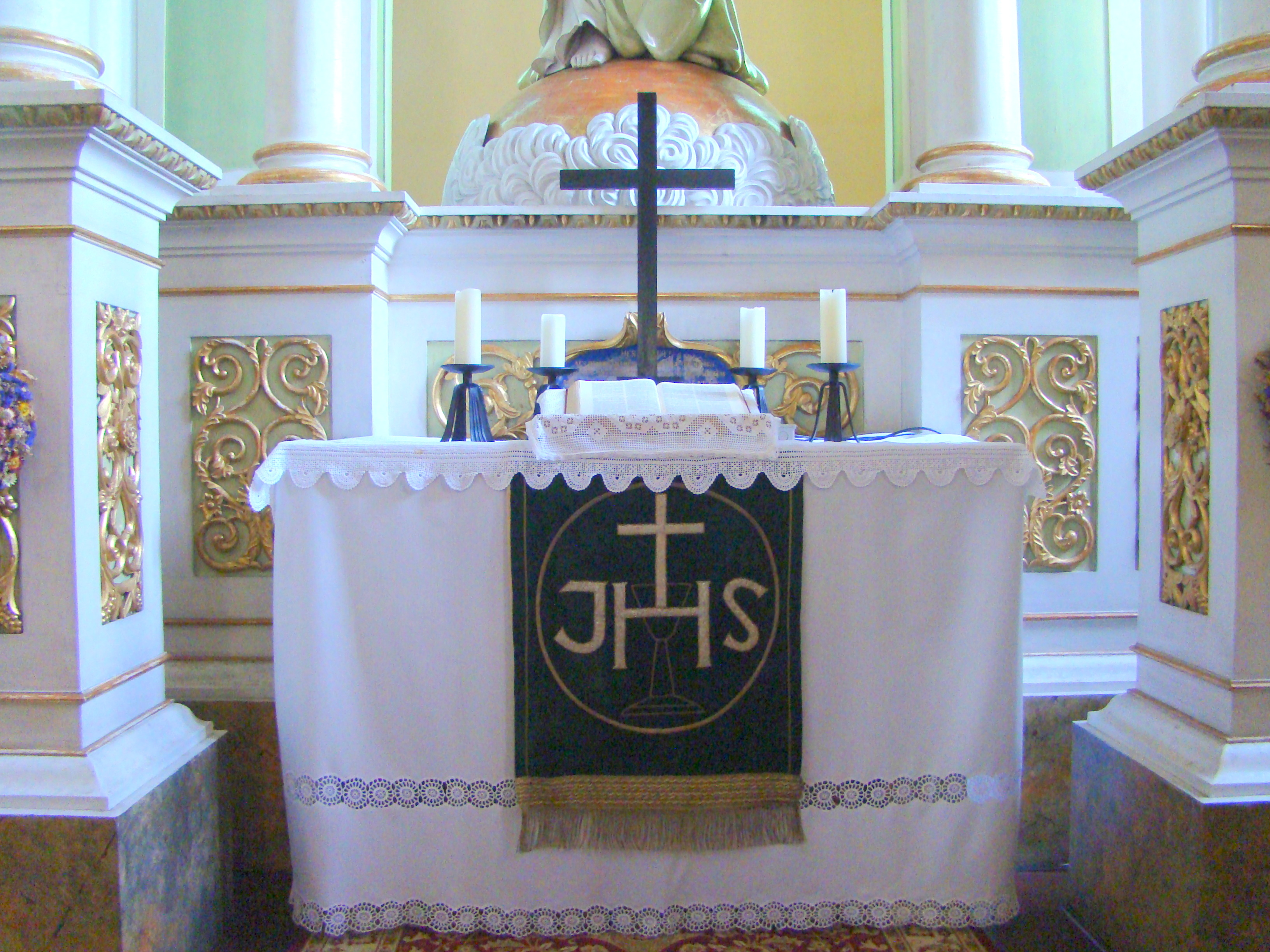
Partea de jos a altarului

Biserica evanghelică din Reghin este un ansamblu de monumente istorice aflat pe teritoriul municipiului Reghin.
Ansamblul este format din două monumente:
- Biserica evanghelică (cod LMI MS-II-m-A-15761.01)
- Casa parohială (cod LMI MS-II-m-A-15761.02)

## Localitatea
Reghin, mai demult Reghinul Săsesc, (în germană Sächsisch-Regen, în maghiară Szászrégen, Nagyrégen) este un municipiu în județul Mureș, Transilvania, România. Vechea denumire a Reghinului este aceea de "Reghinul Săsesc" (traducere românească a denumirii germane "Sächsisch Regen", respectiv a celei ungurești, "Szaszregen"). Într-o diplomă emisă în anul 1228 de regele Andrei al II-lea al Ungariei, localitatea este menționată cu denumirea de "Regun".

## Biserica
Biserica a fost construită (inițial ca lăcaș de cult romano-catolic) în anul 1330. Inscripția din dreapta intrării în sacristie marchează acest moment: „Anno Domini MCCCXXX construitur domus Marie tempore Nicolai plebani cum rebus magistri Thome patroni ecclesie”. În traducere: „În anul 1330 se construiește acest lăcaș Mariei, în vremea plebanului Nicolaus, din fondurile magistrului Thomas, patronul bisericii”. Inscripția în piatră, cu majuscule, este cea mai veche, într-o biserică medievală, pe teritoriul Transilvaniei. 
În jurul anului 1400 au fost adăugate navele laterale, cu arcade ogivale. Zidurile înălțate ale navei principale poartă și ele amprentele unei boltiri de factură gotică. 
La 1480 a fost construită, pe latura de sud a bisericii, capela Sf.Laurențiu.
La 1530 au fost realizate blazoanele de la fereastra și ușa sacristiei. Tot atunci, turnul a fost prevăzut cu ferestre în stil gotic târziu; pe un pilon al incintei fortificate, demolat, se putea citi: „1555 nulla salus bello, pacem te poscimus omnes” („Nici o mântuire nu vine de la război, pentru pace ne rugăm cu toții”). Biserica gotică a rămas neschimbată până în 1630. 
În 1551, pe vremea plebanului Joseph Kimpius, comunitatea adoptă reforma lui Martin Luther, biserica devenind evanghelică. 
În 1661 Dieta Transilvaniei îl alege în această biserică pe János Kemény ca principe al Transilvaniei. 
Pe 19.09.1708, în timpul răscoalei curuților, un mare incendiu a distrus biserica, casa parohială, cetatea bisericească și tot ce se afla în ele. Biserica a rămas neboltită timp de 70 de ani, nava principală fiind acoperită temporar cu un tavan de grinzi. 
În anul 1777 meșterul Haan a instalat în biserică o orgă nouă, cu 20 de registre. 
În anul 1778 comunitatea a început reconstrucția bisericii avariate: nava laterală nordică a fost supraînălțată cu două rânduri de galerii. Pentru nava principală a fost refăcută o boltă plată cu penetrații. Turnul a fost supraînălțat, iar în nord-estul cetății, lângă casa parohială, a fost construită o școală. 
În data de 2.11.1848 întreaga așezare a fost prădată, iar biserica evanghelică a fost incendiată. Toate părțile lemnoase au fost distruse, inclusiv valorosul altar, cristelnița și orga. 
În 1851 a fost donată o nouă cristelniță de către Johann Bertleff. 
În anul 1855 a fost inaugurată noua orgă, pentru care senatorul Michael Schuller a donat 6000 de florini. Orga a fost construită de Karl Schneider din Brașov, având două manuale și 20 de registre. 
În anul 1857 au fost demolate zidurile cetății.  
În anul 1858 a fost înălțat noul altar, donat tot de Johann Bertleff. 
În 1923 orga a fost reconstruită de către Karl Einschenk din Brașov, având sistem pneumatic, două manuale și 31 de registre.
Între anii 1928-1930 au fost efectuate ample lucrări de restaurare, în decursul cărora au fost descoperite câteva pietre fasonate, mărturii ale fazelor de construcție timpurii.
În anul 1944, în decursul evenimentelor celui de Al Doilea Război Mondial, peste 90% din credincioșii din Reghin s-au refugiat în Germania, iar după terminarea războiului s-au întors circa 25% din cei plecați. 
Între anii 1959-1961 au fost executate ample lucrări de consolidare și restaurare, cu sprijinul Direcției Monumentelor Istorice.
În anii 1999 și 2013 au fost renovate acoperișul și sistemul de scurgere al bisericii, cu ajutorul financiar al enoriașilor emigrați, și a fost pavată curtea bisericii. 
În anul 2014 au fost zugrăvite fațadele exterioare ale bisericii.

## Imagini din exterior

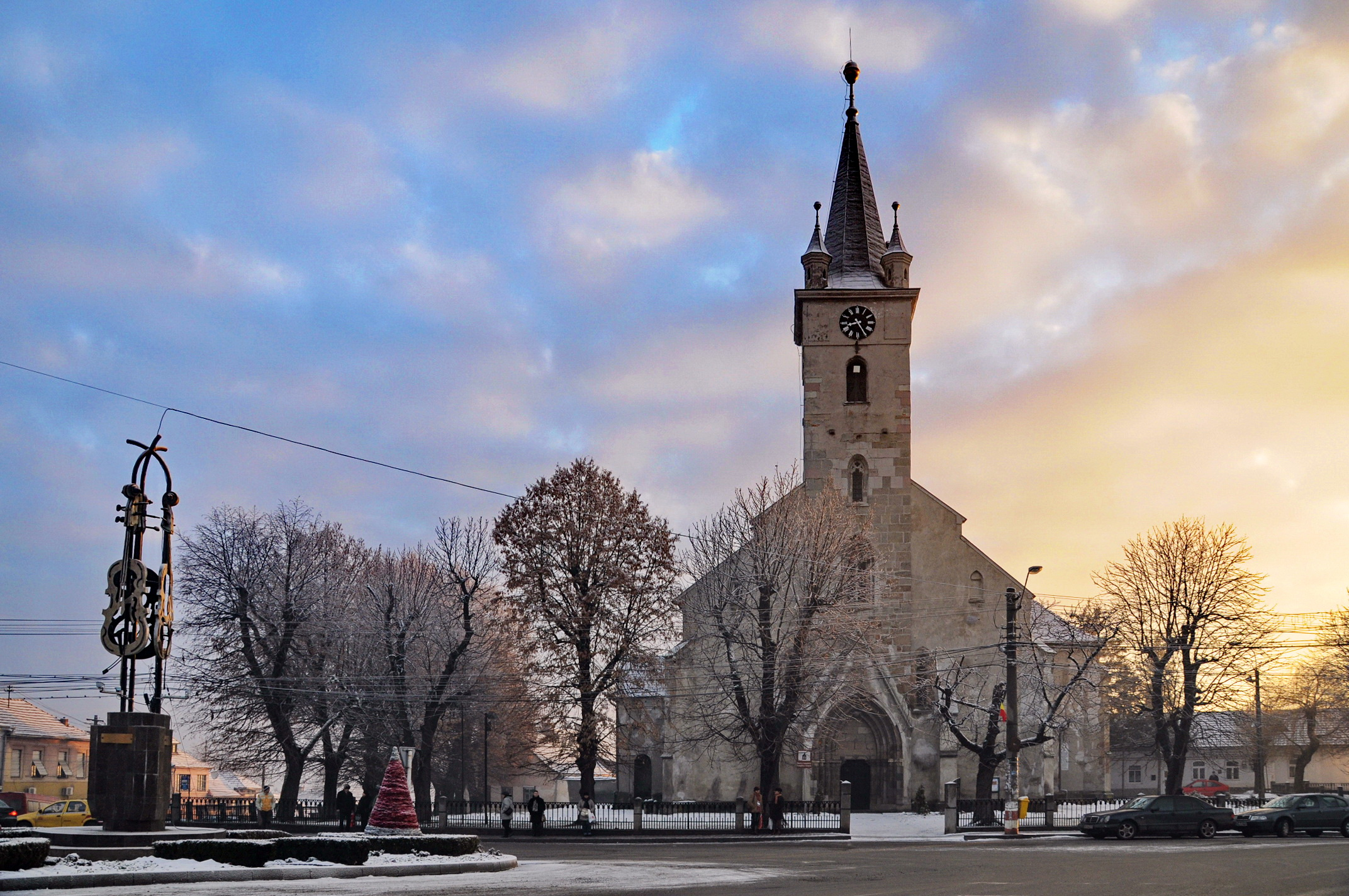
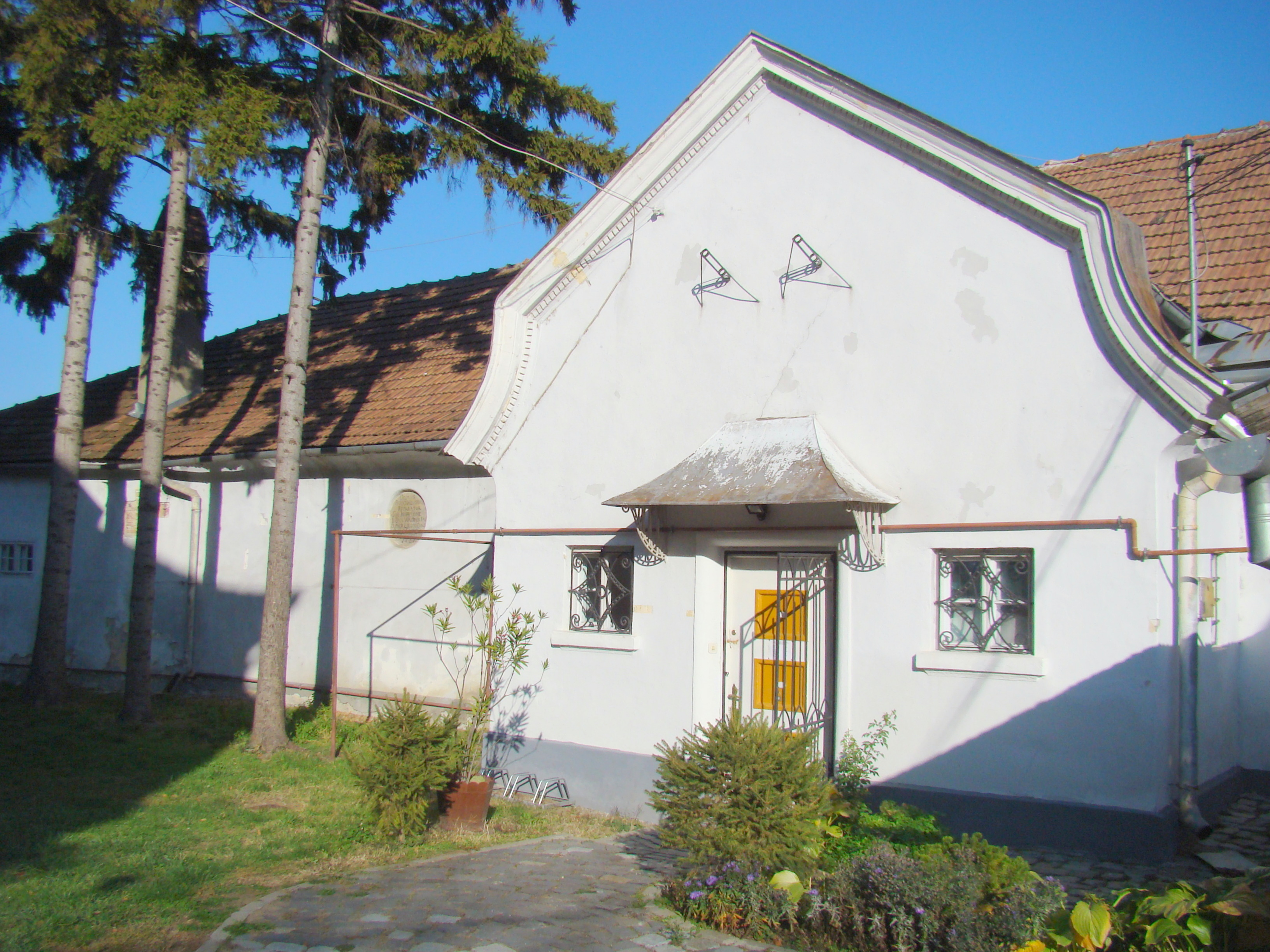
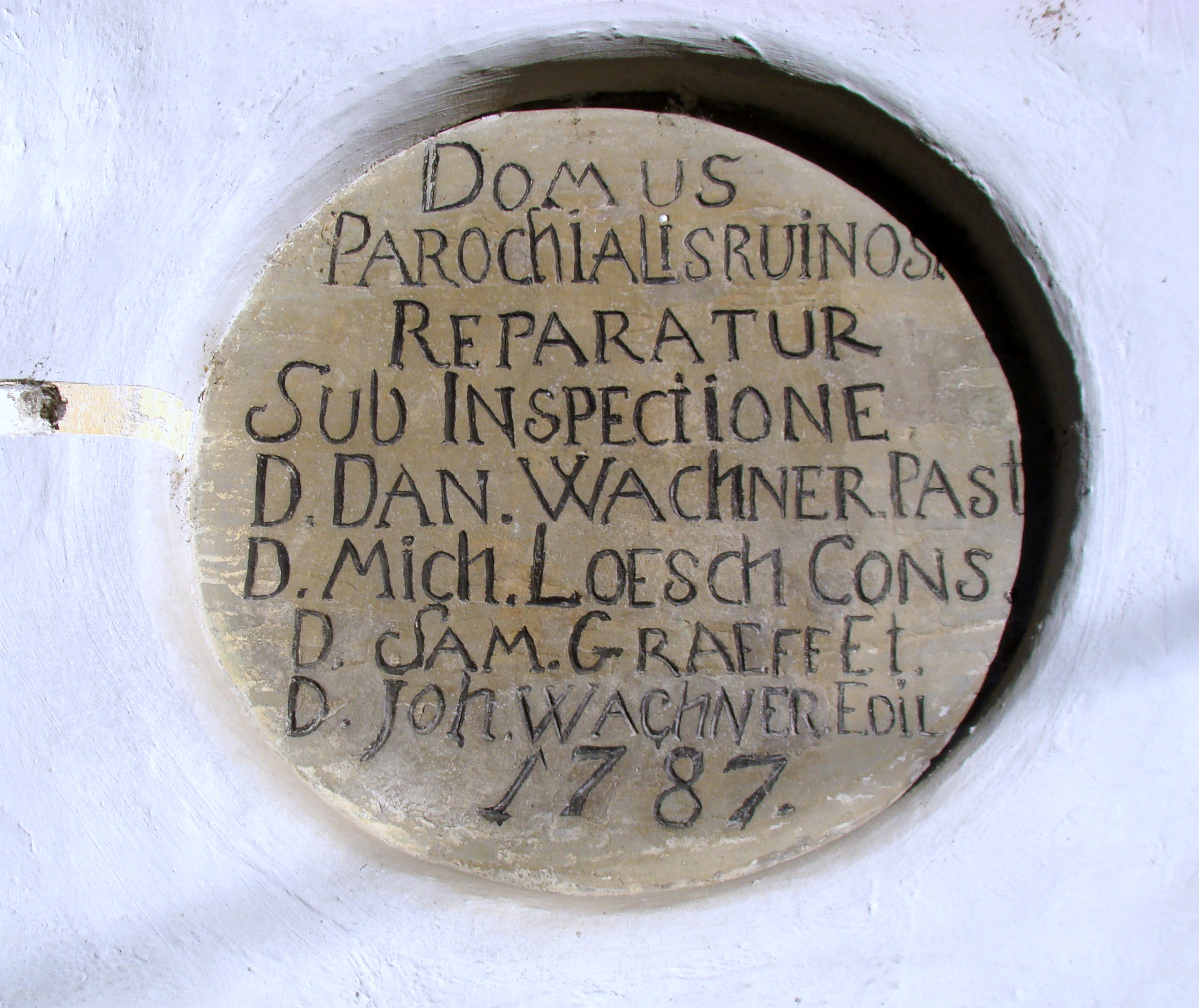
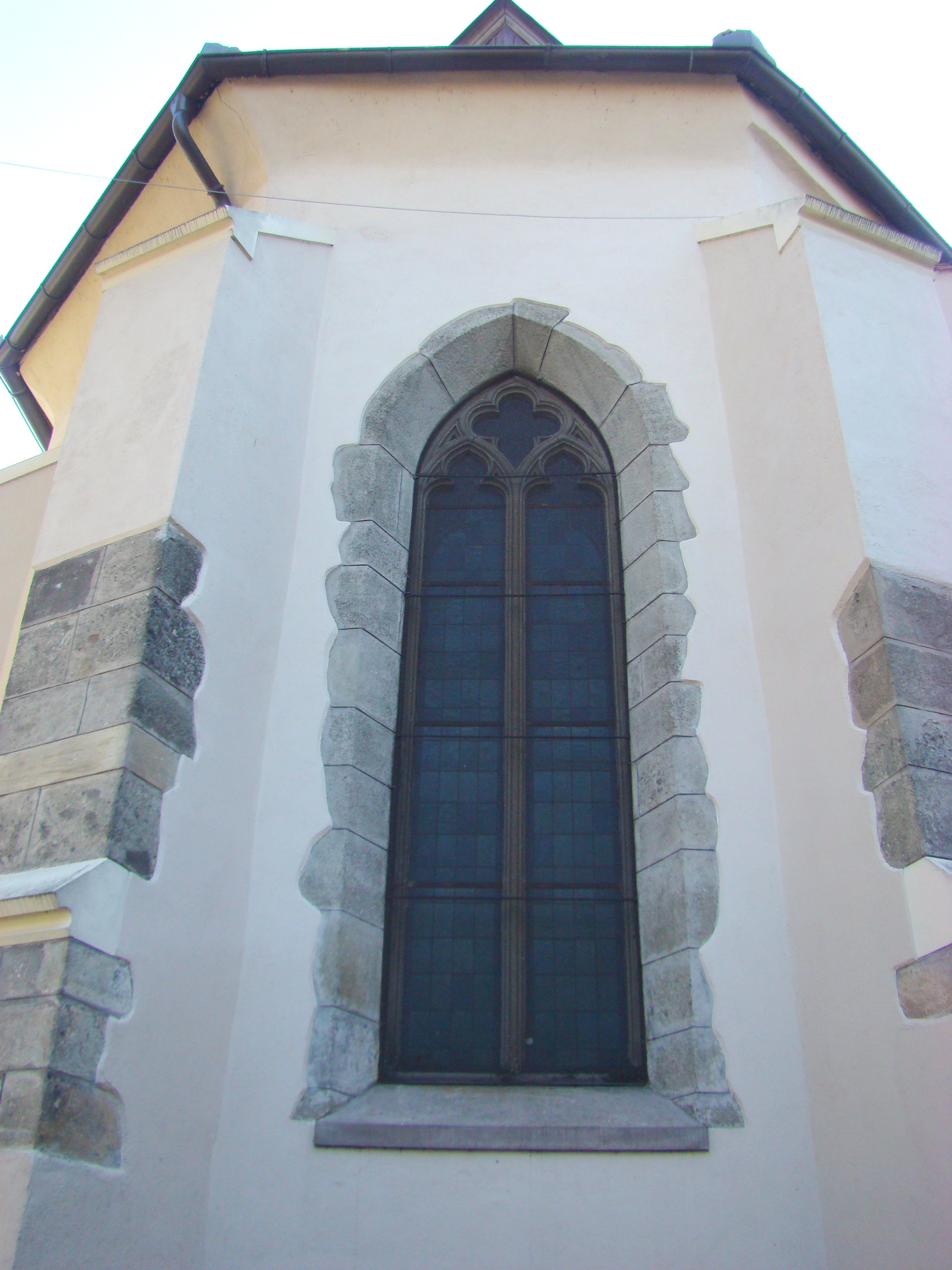
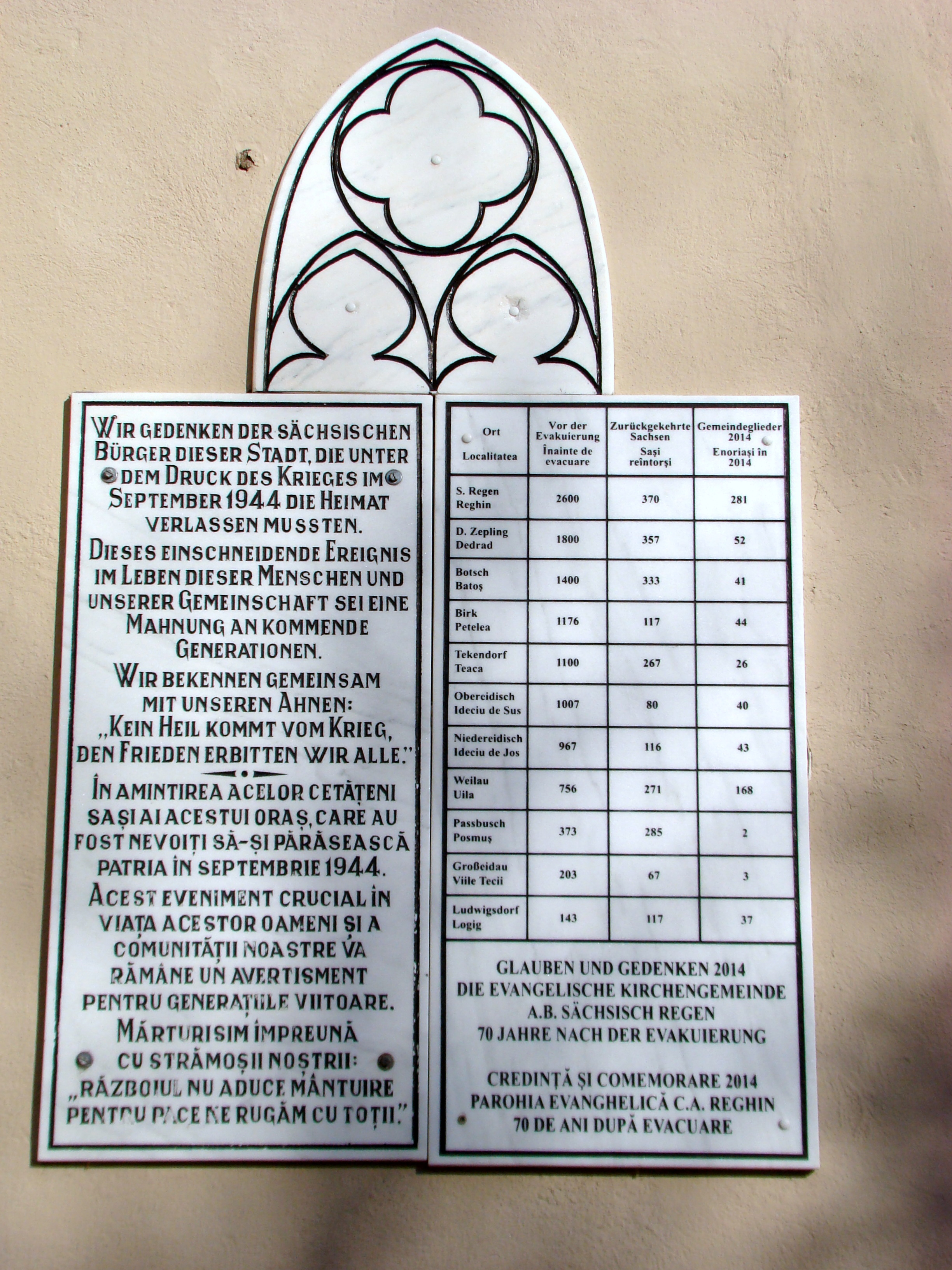
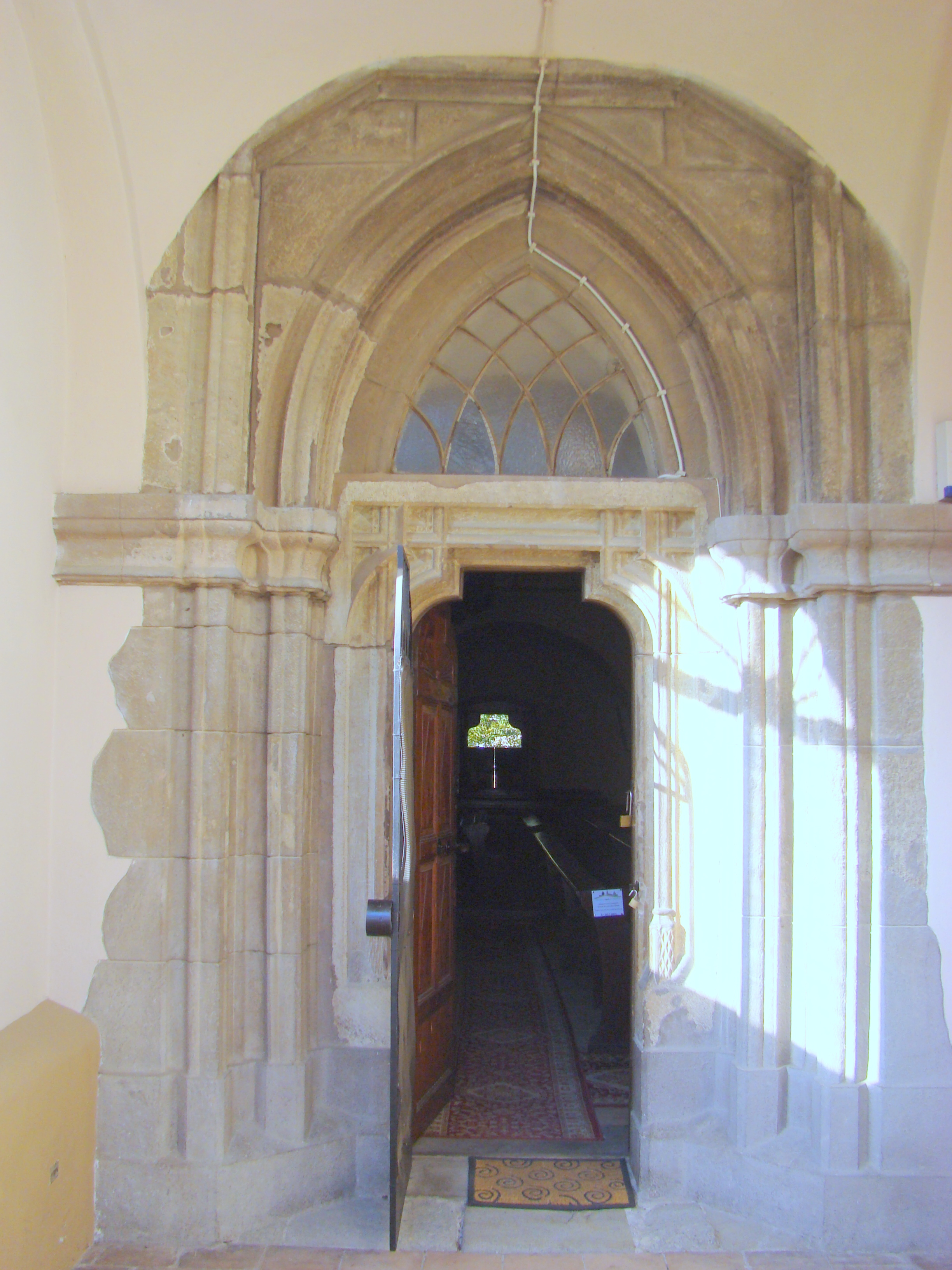
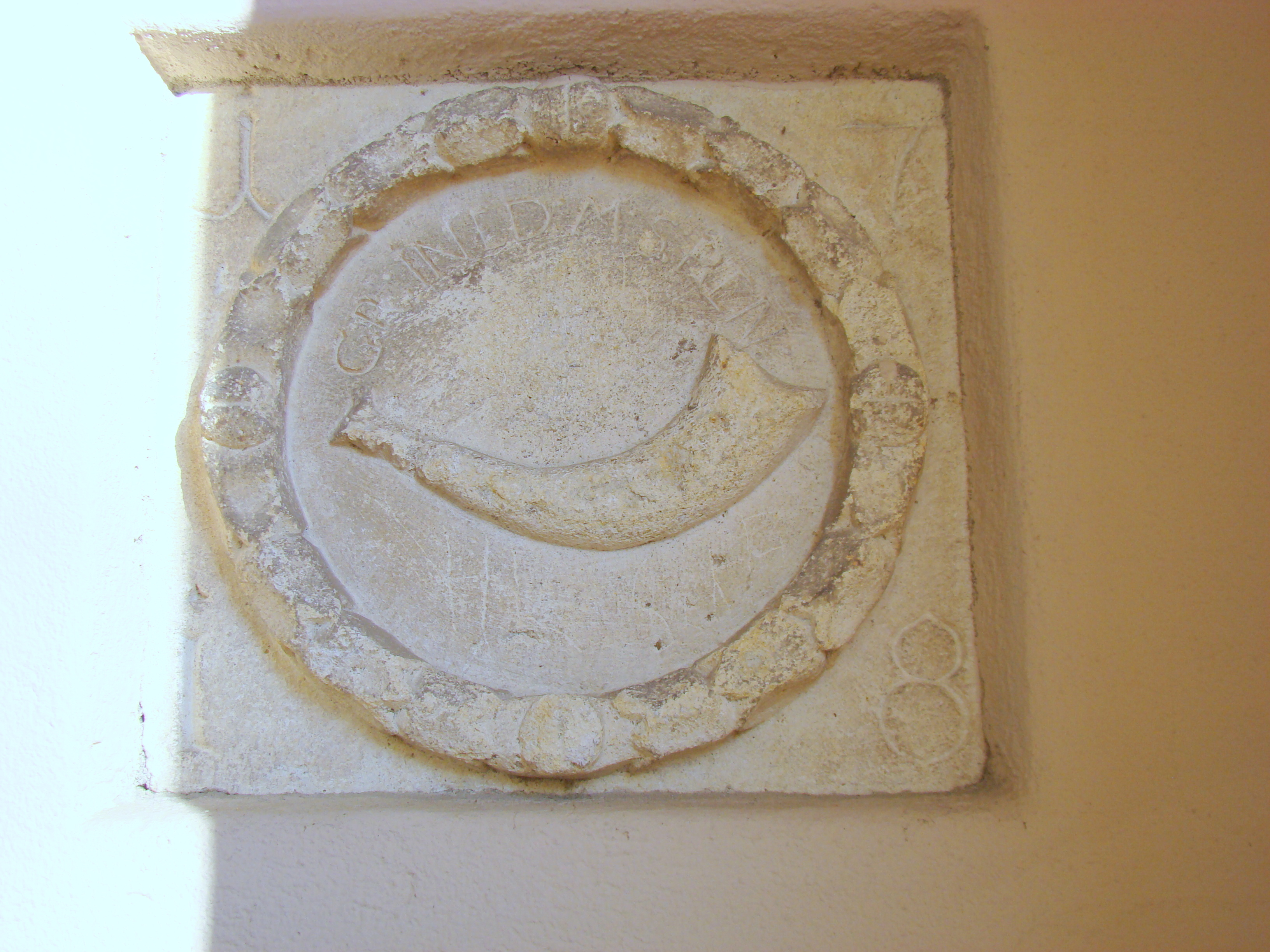
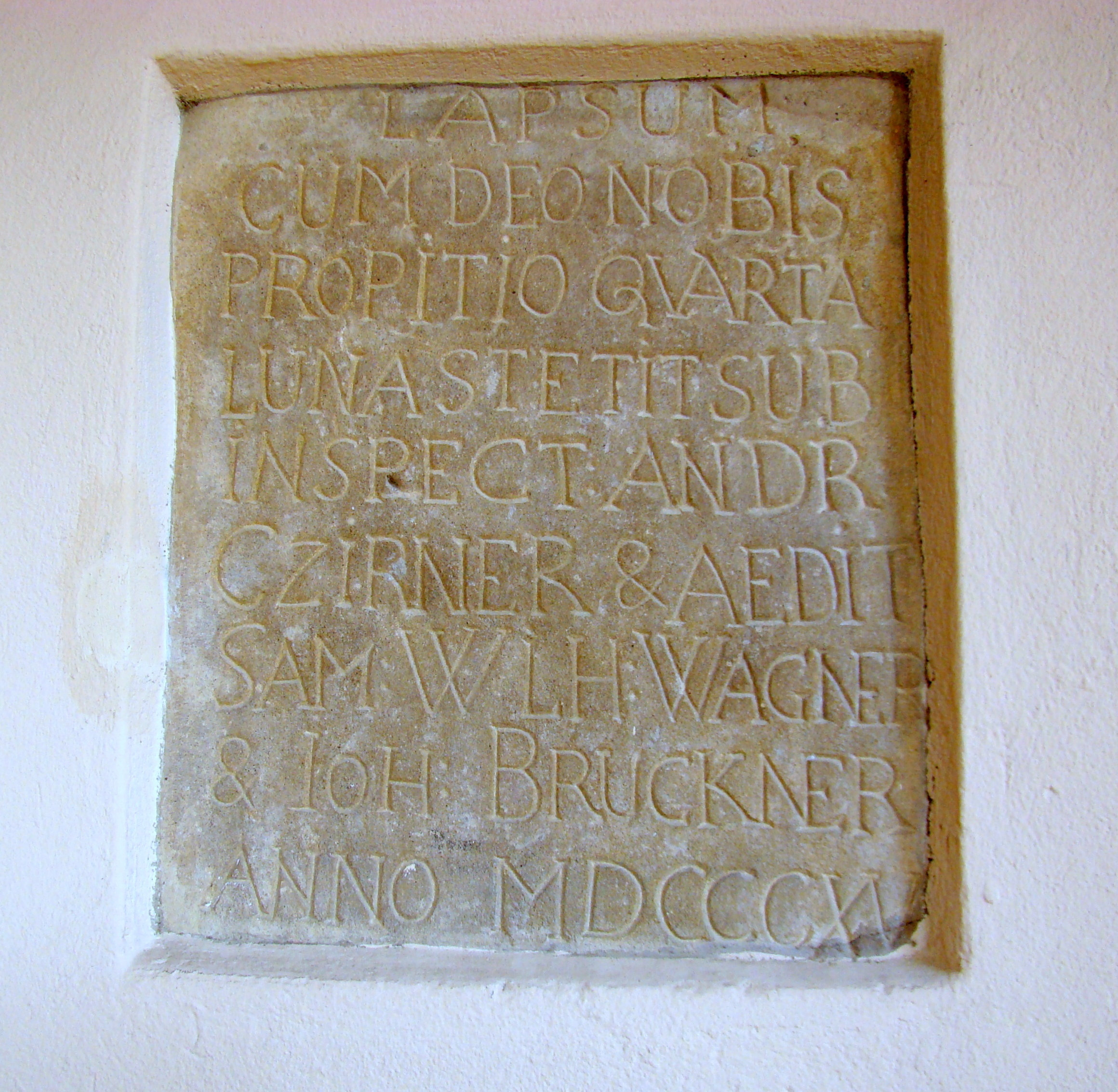
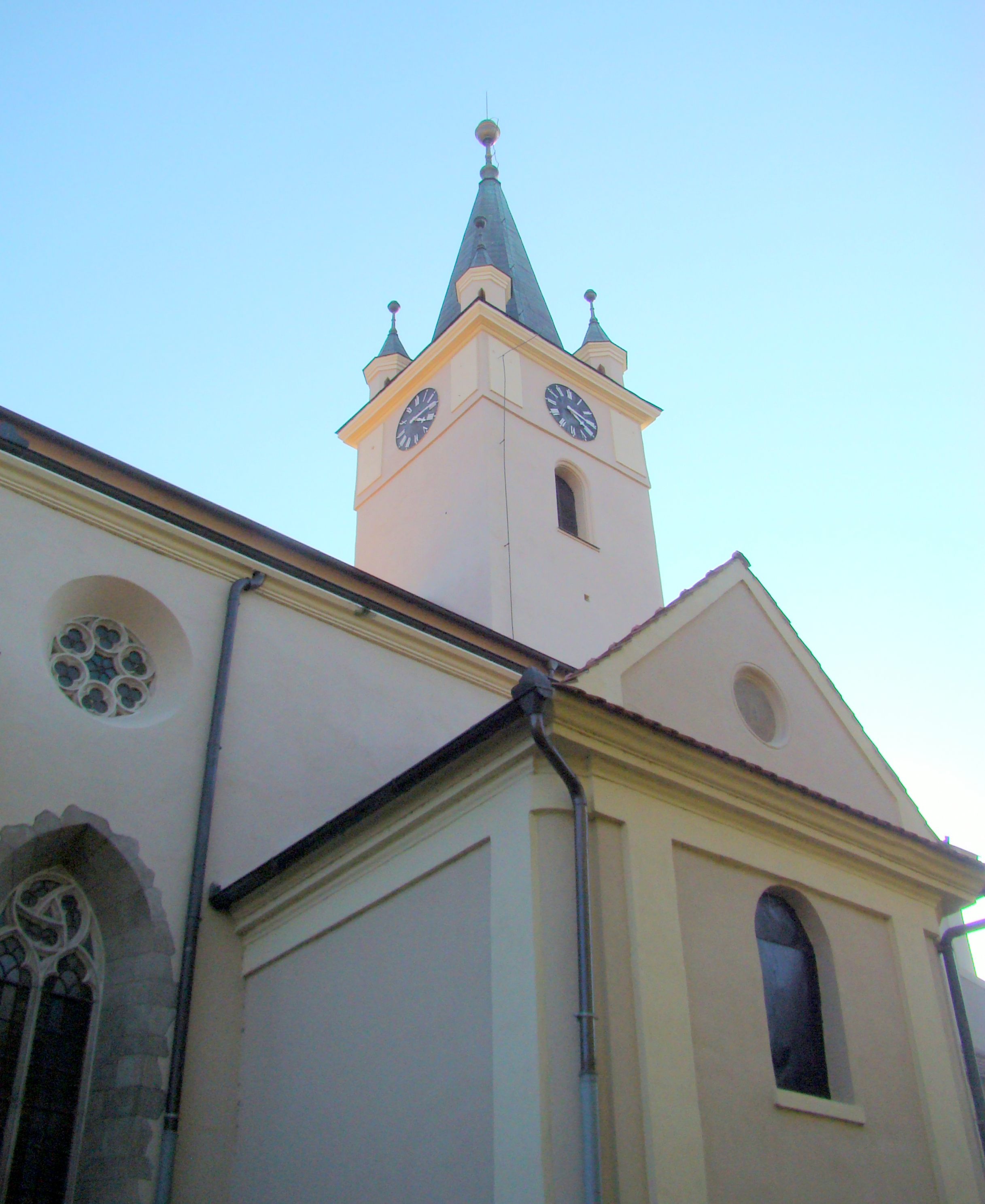
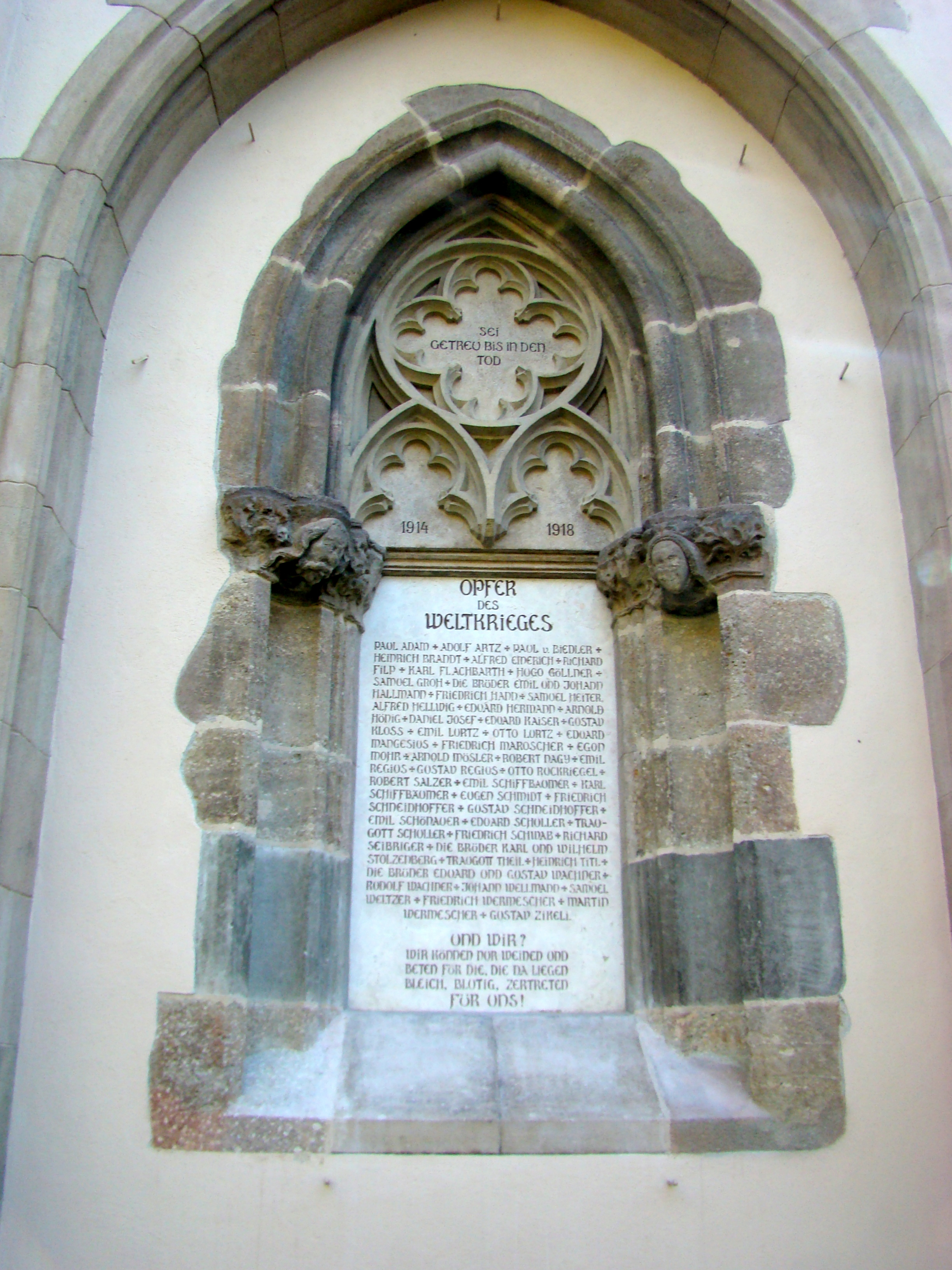
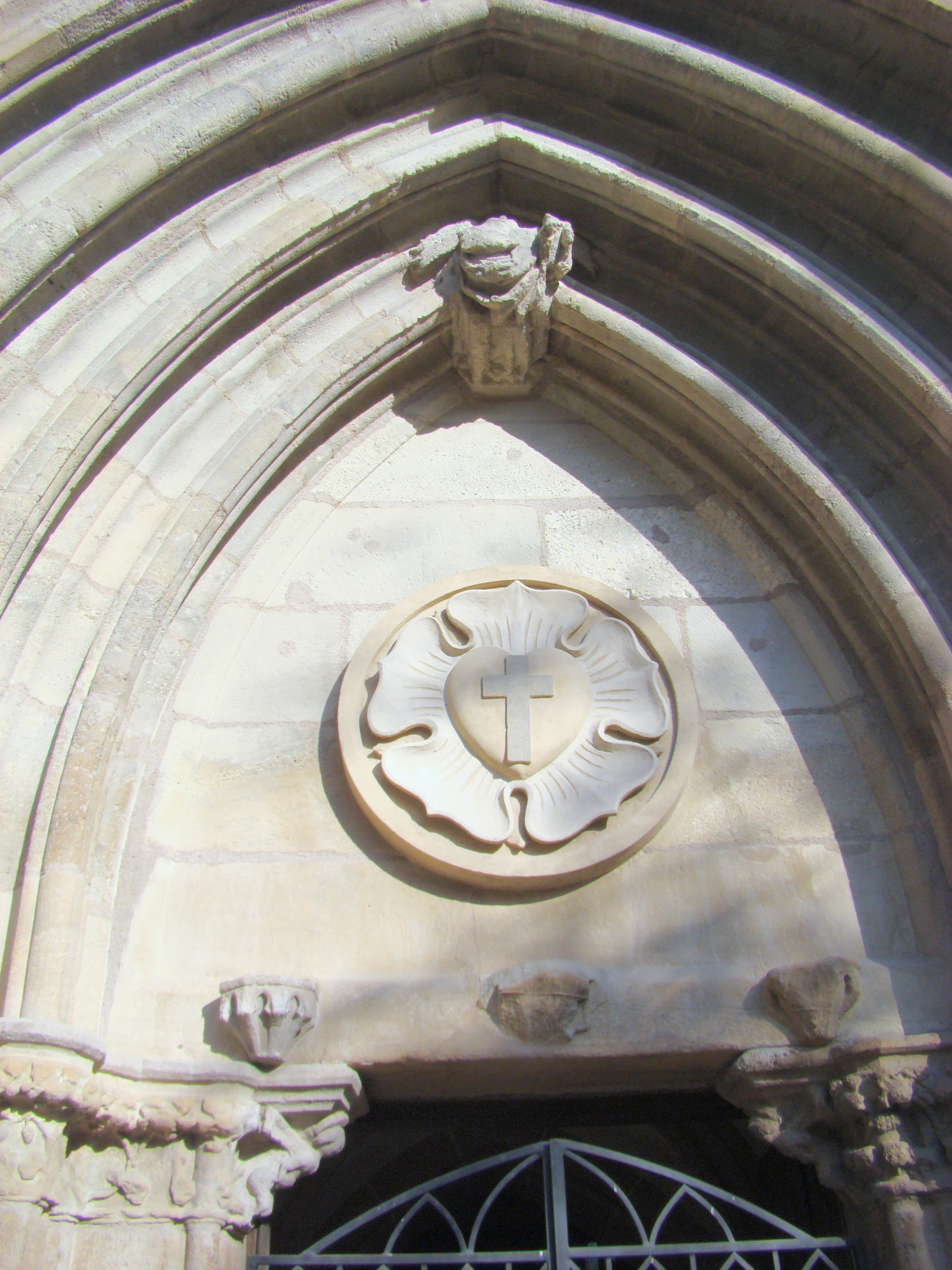
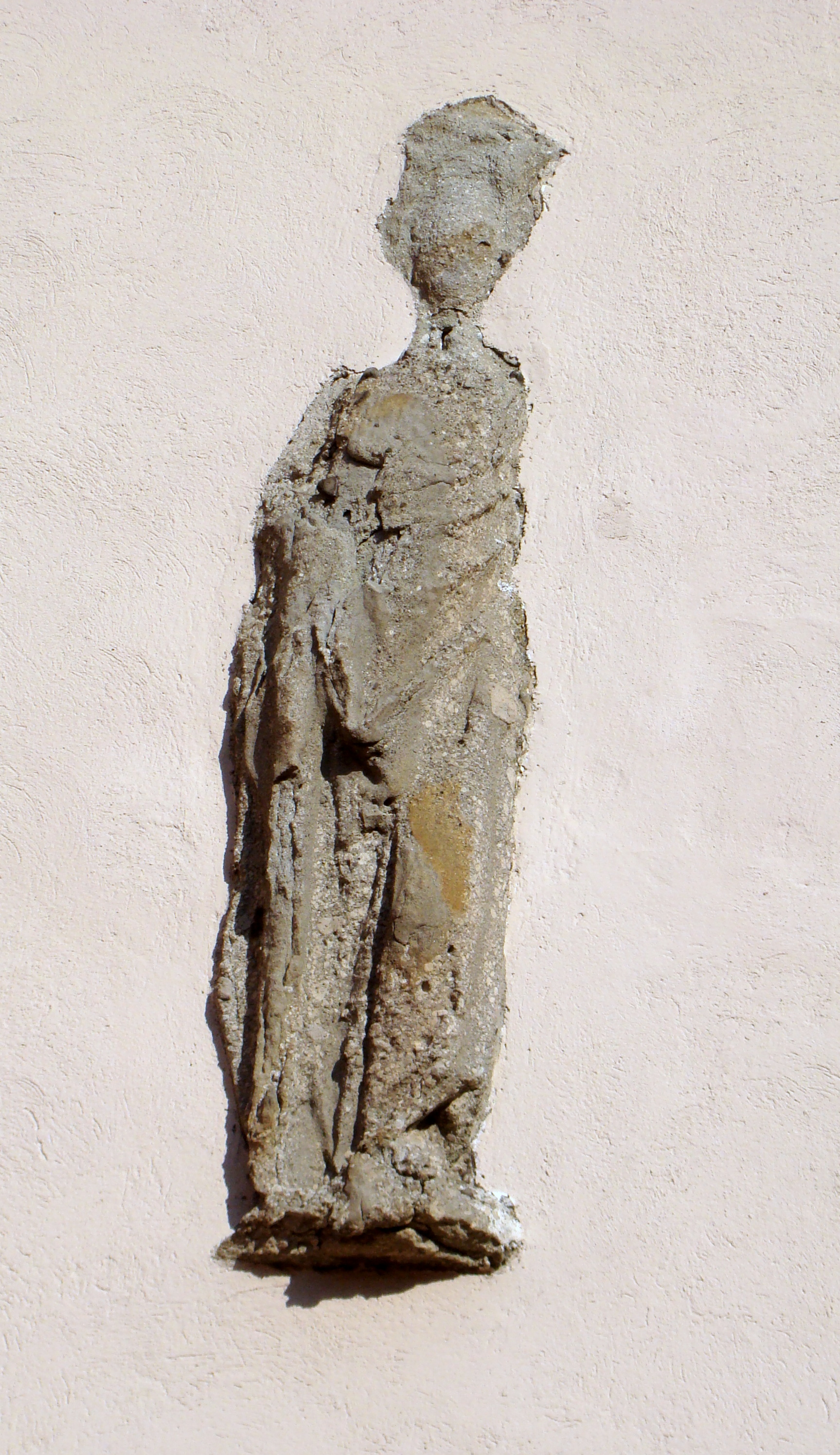

## Vezi și
- Reghin

## Imagini din interior

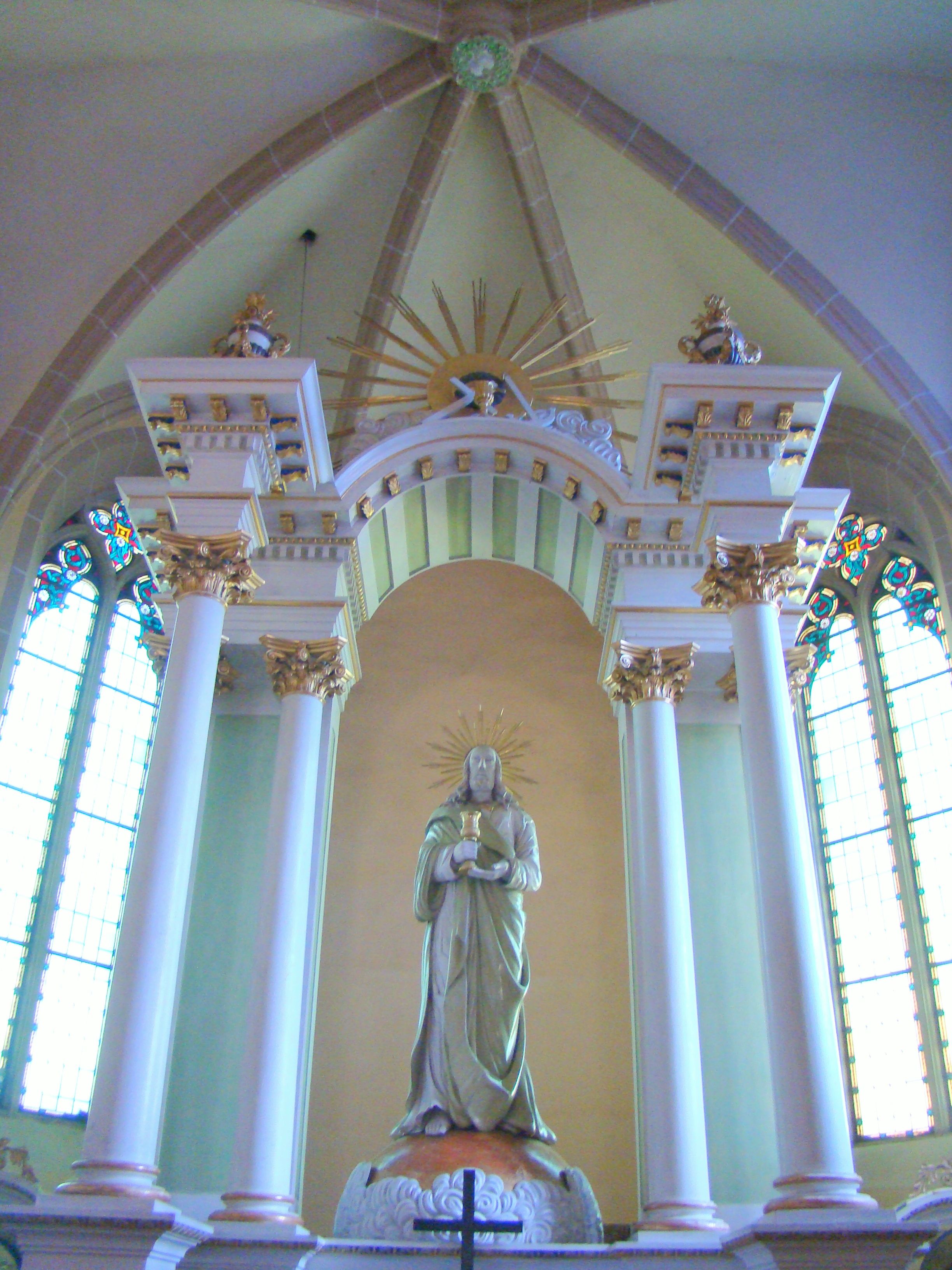
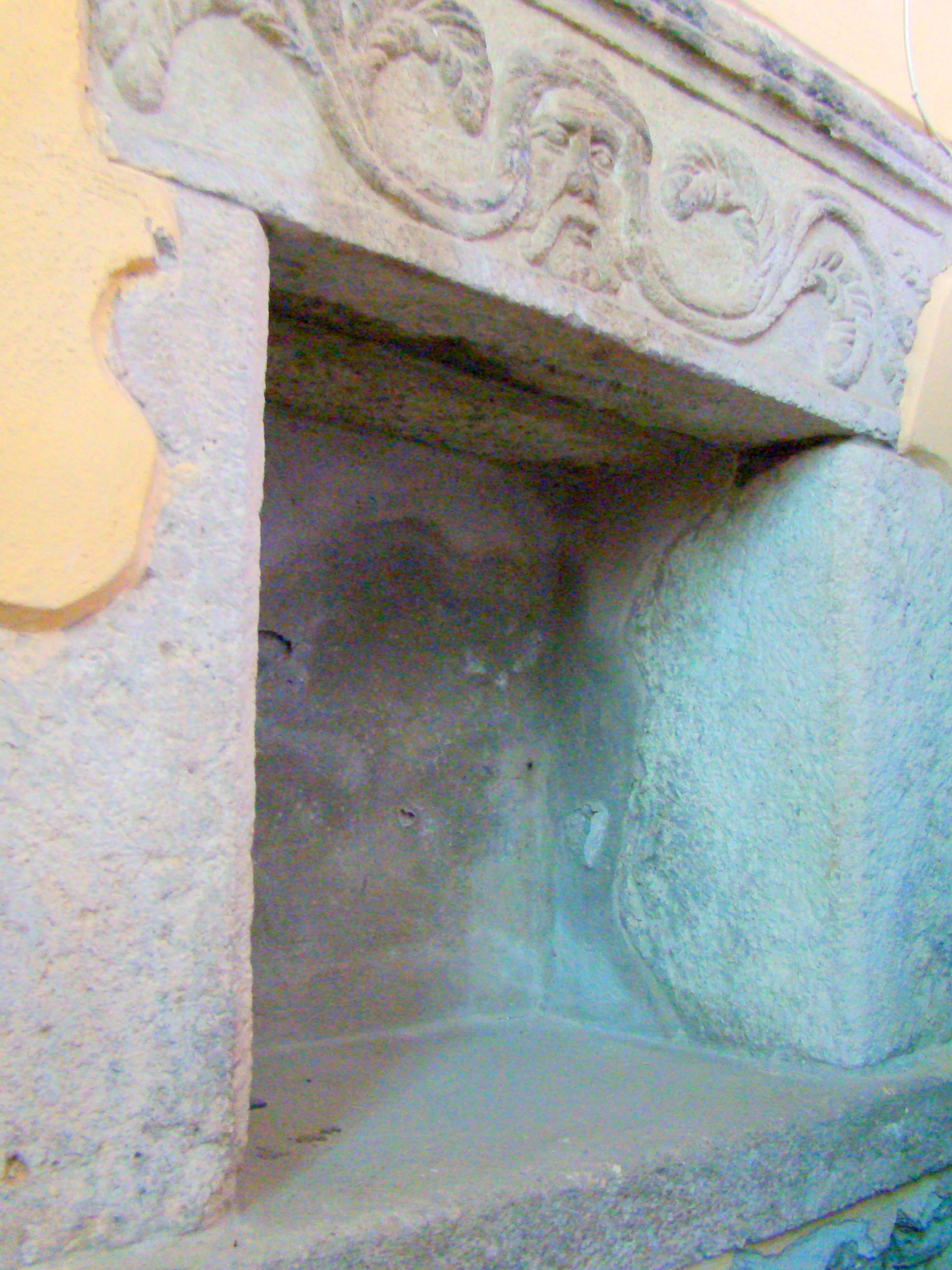
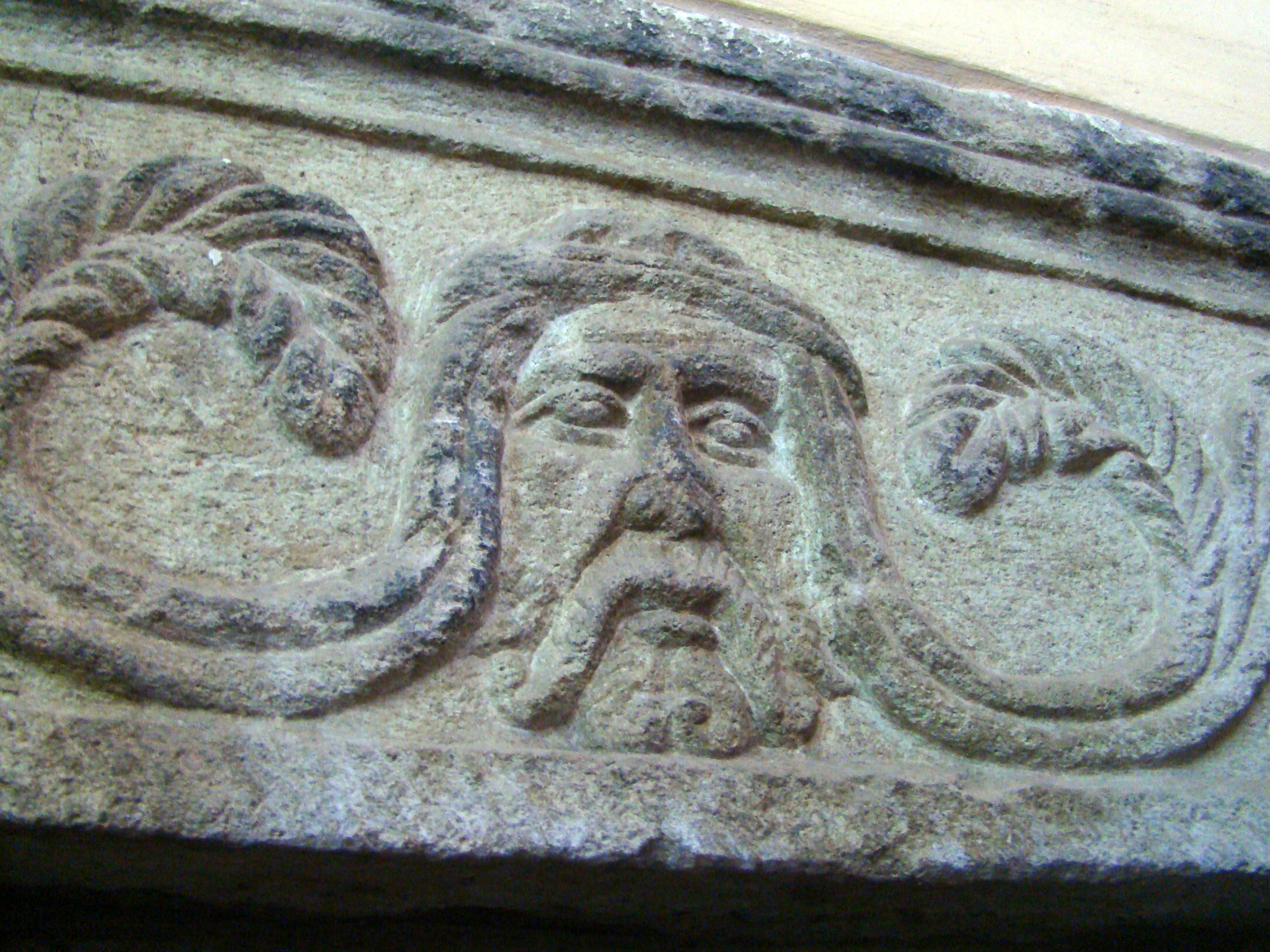
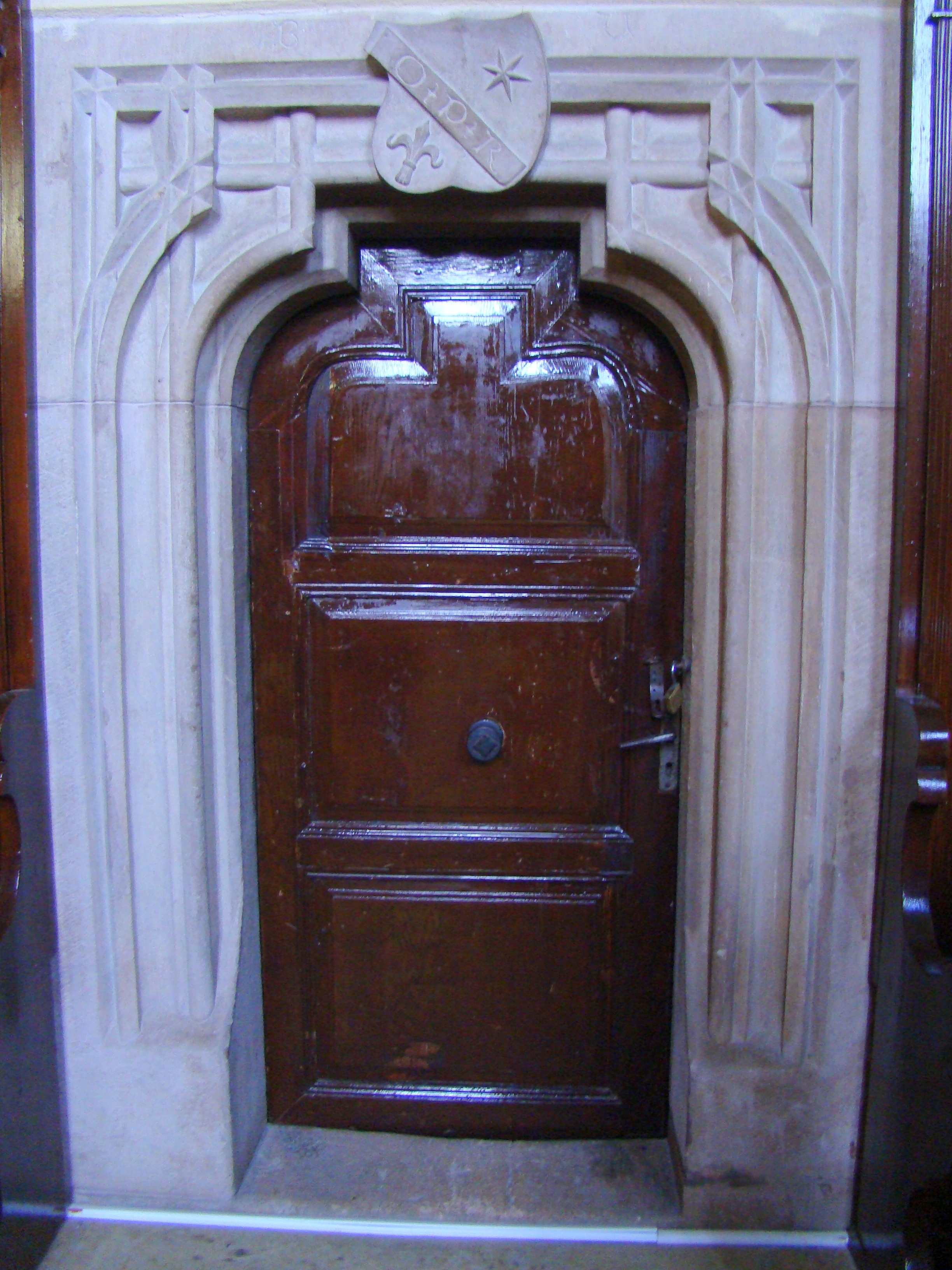
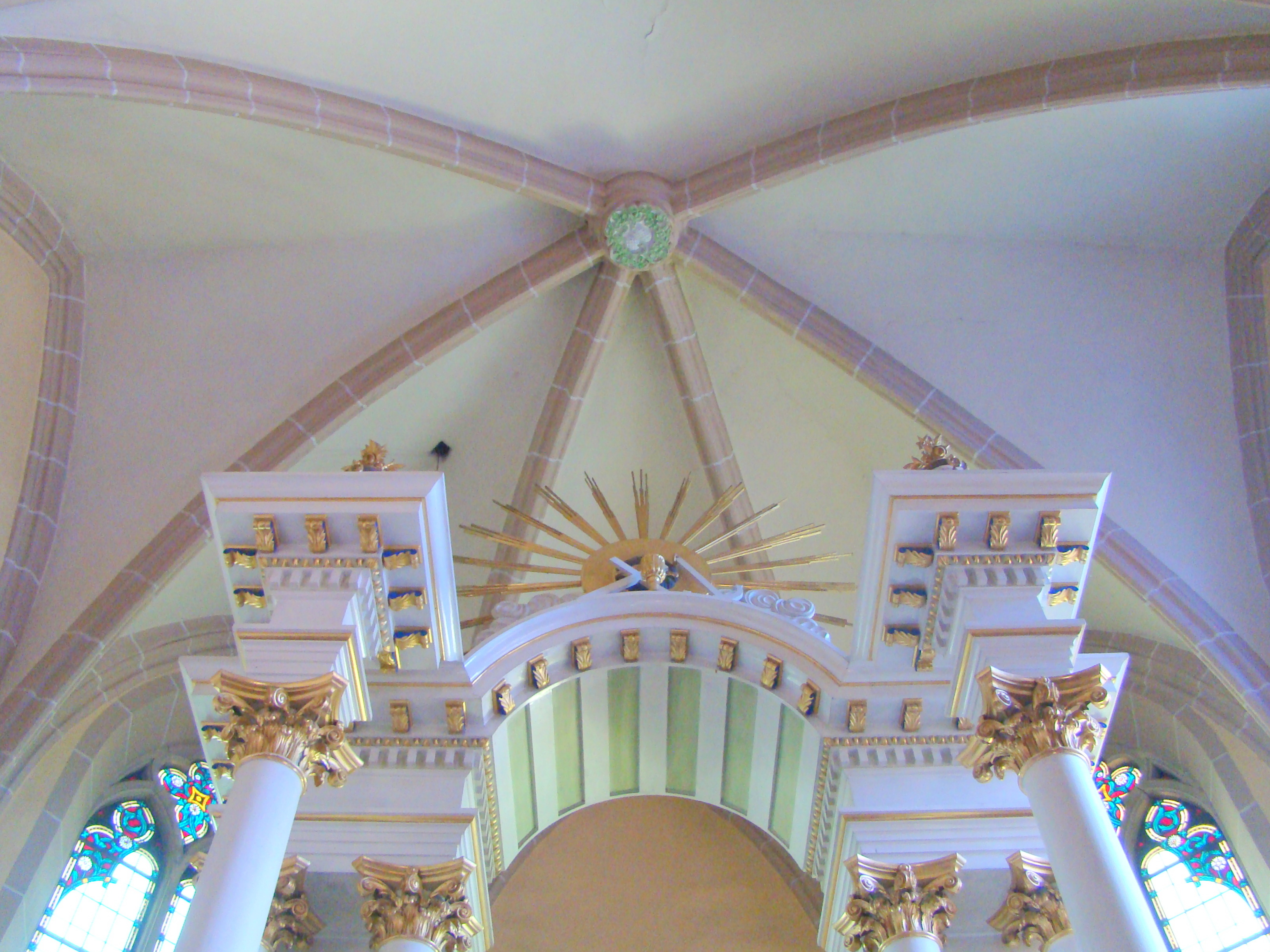
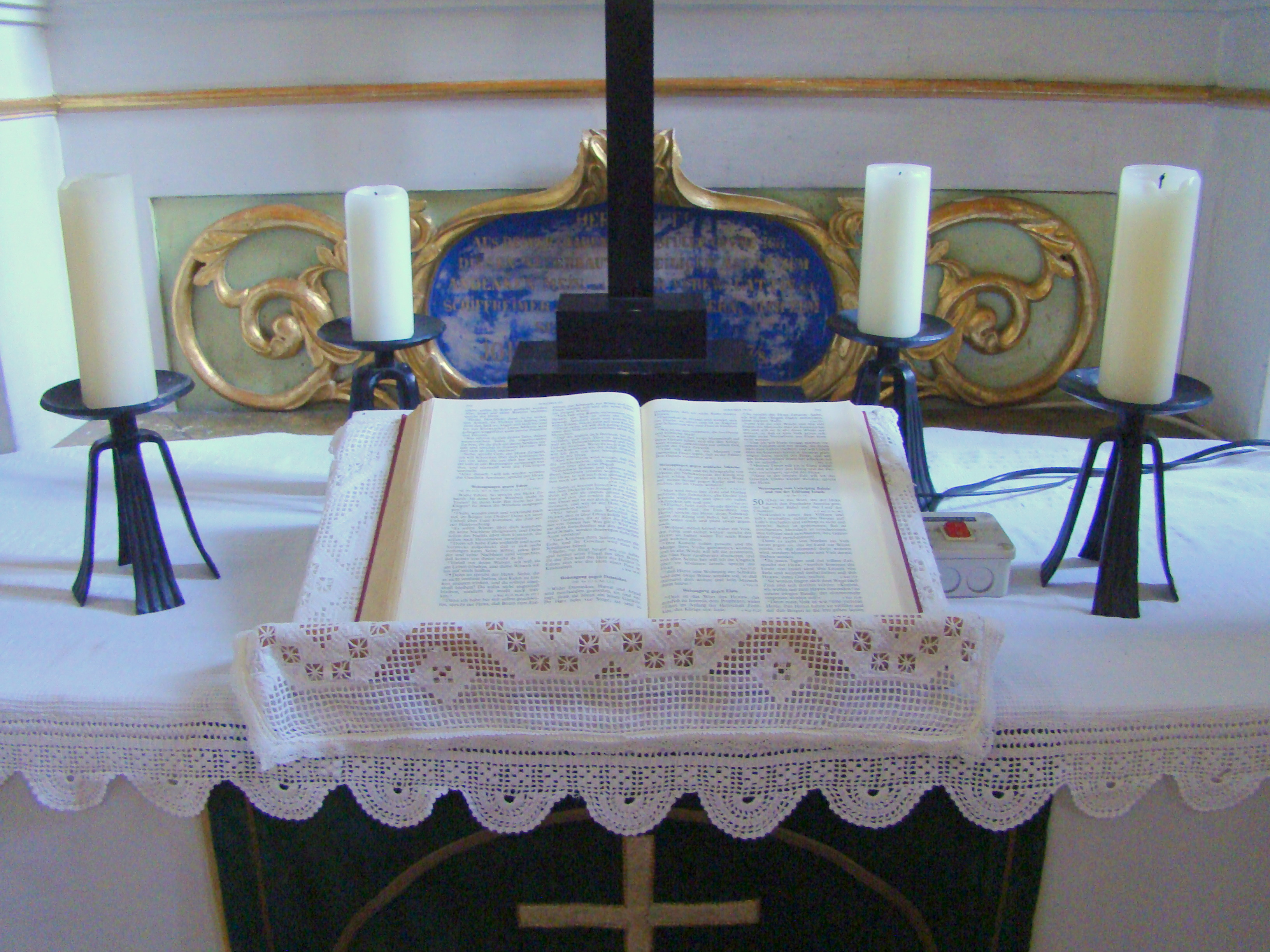
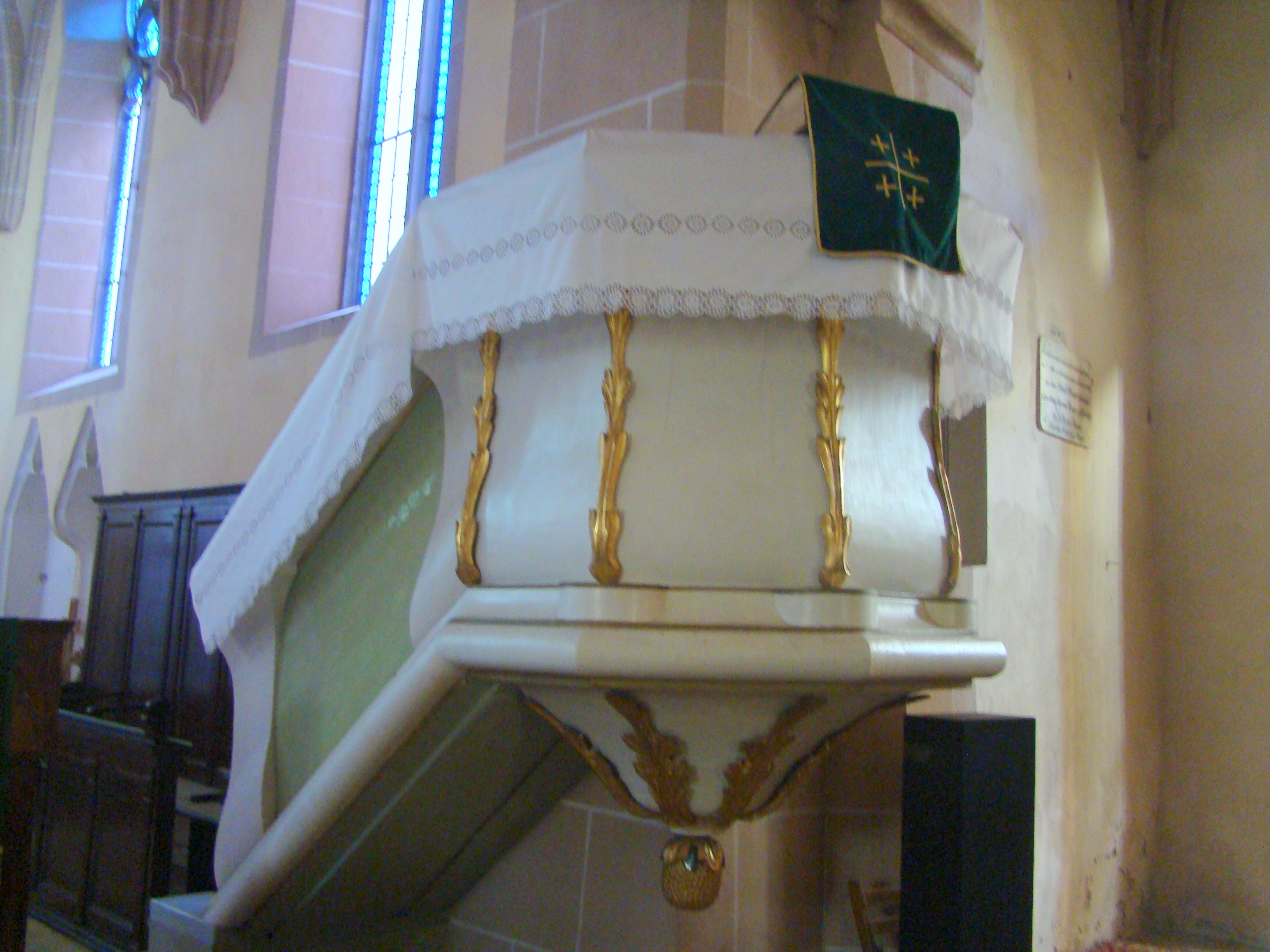
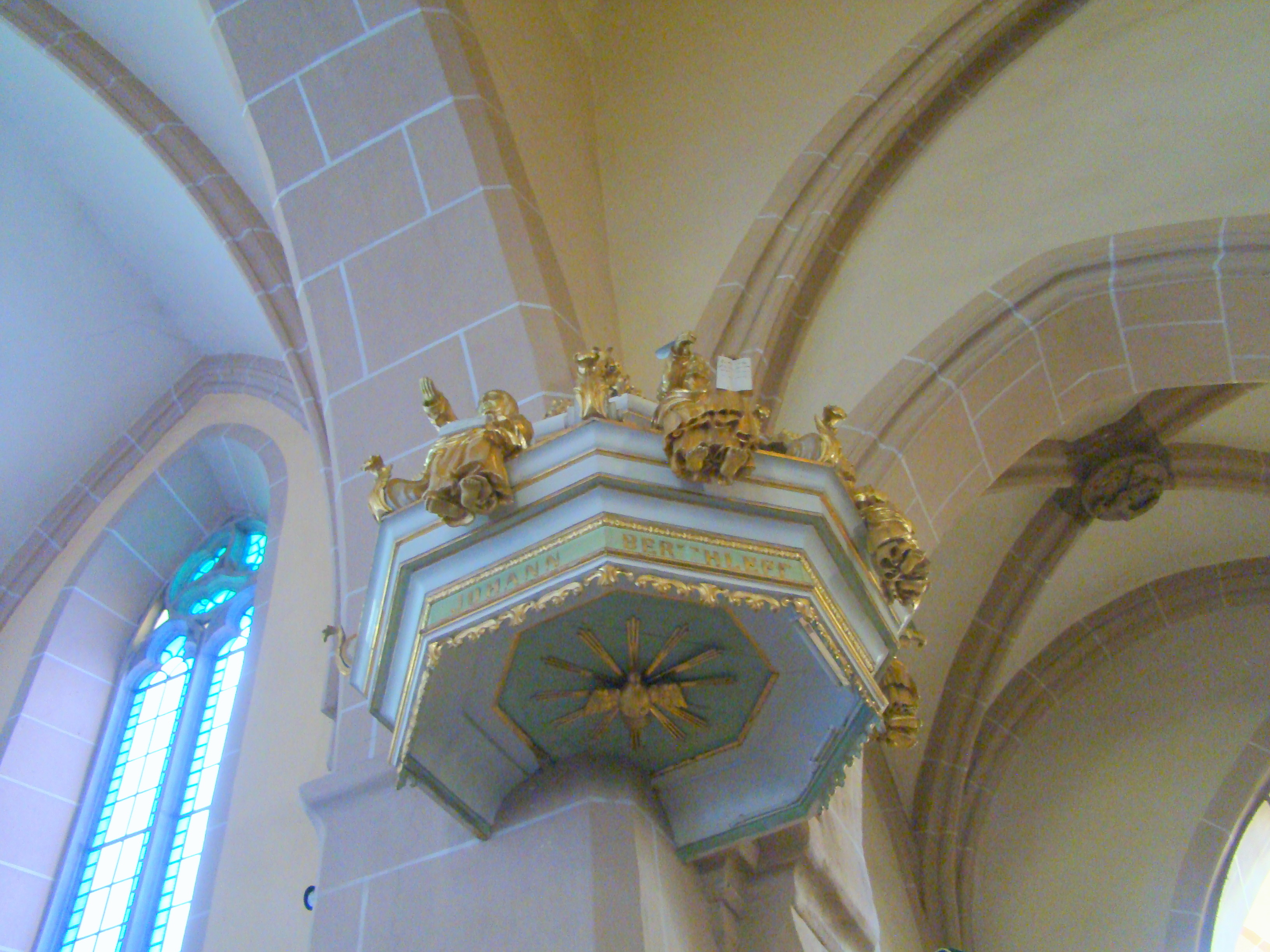
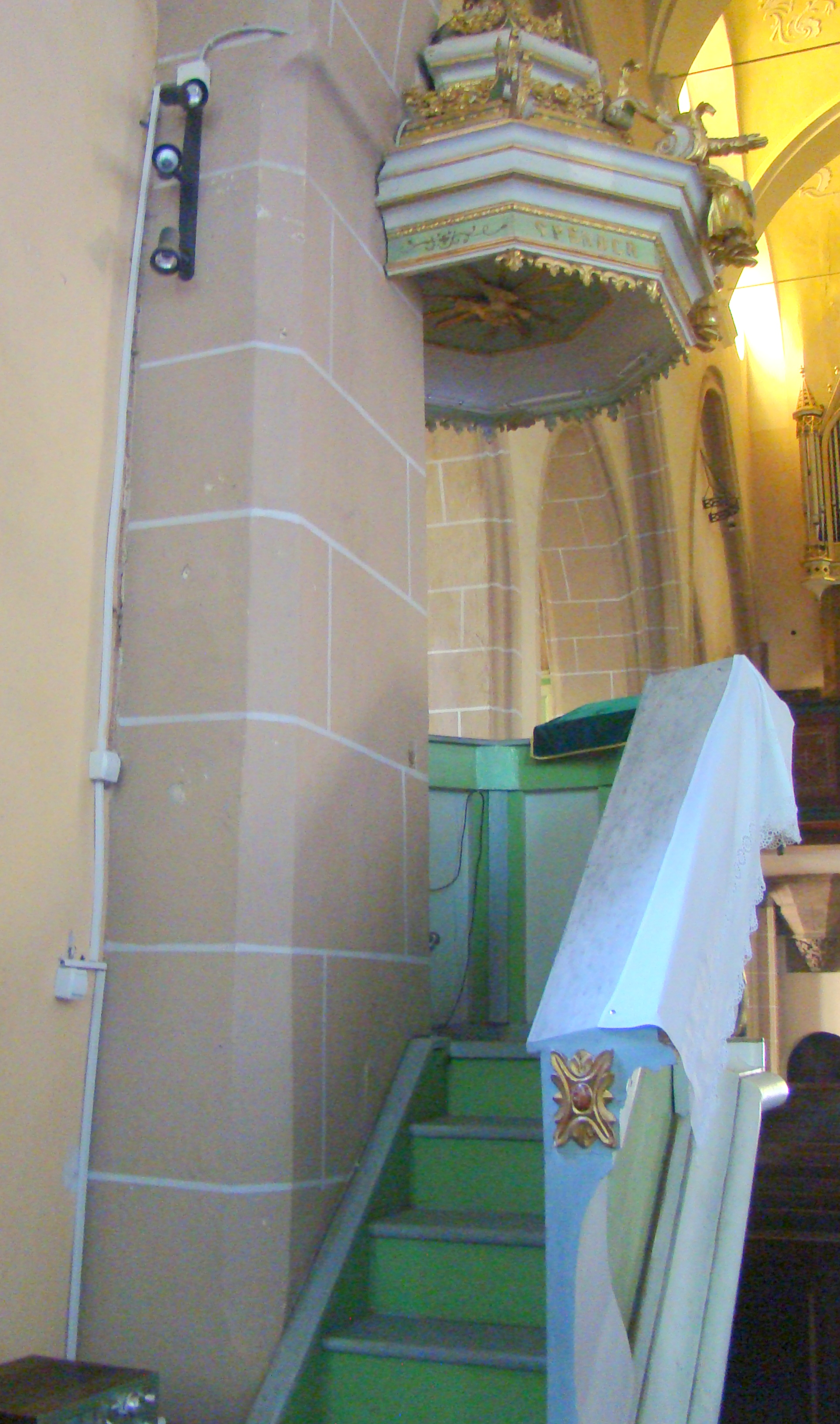
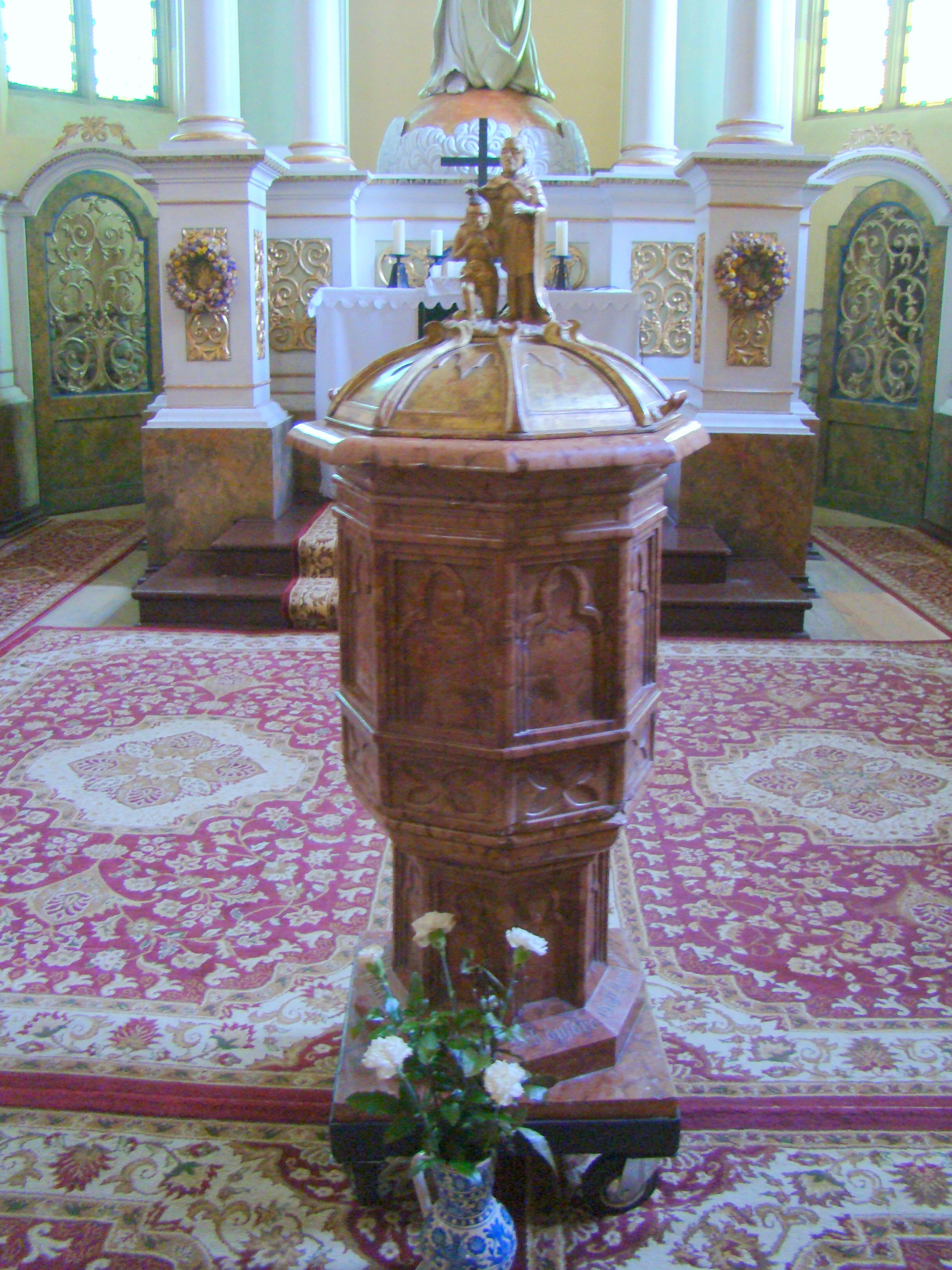
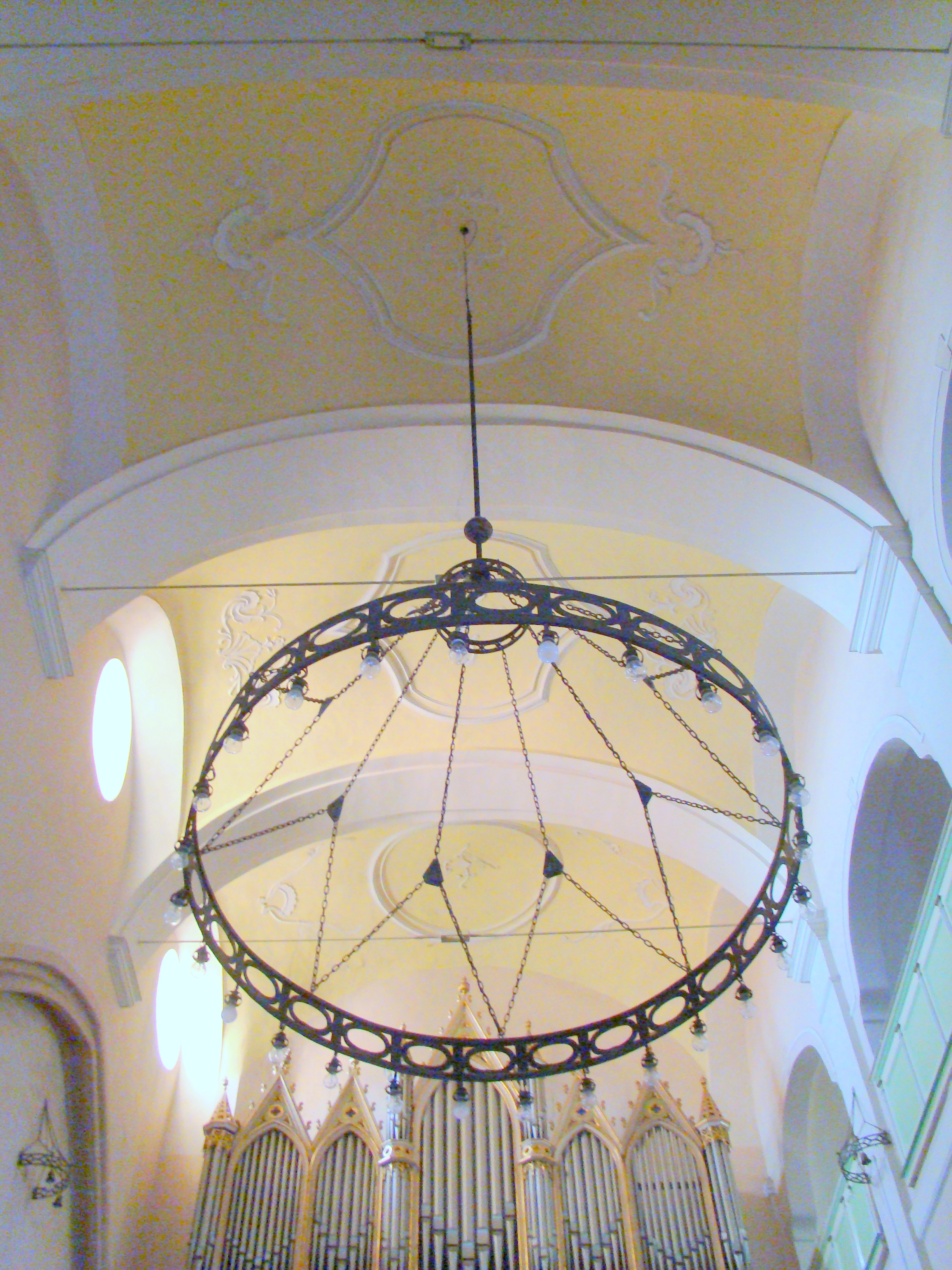
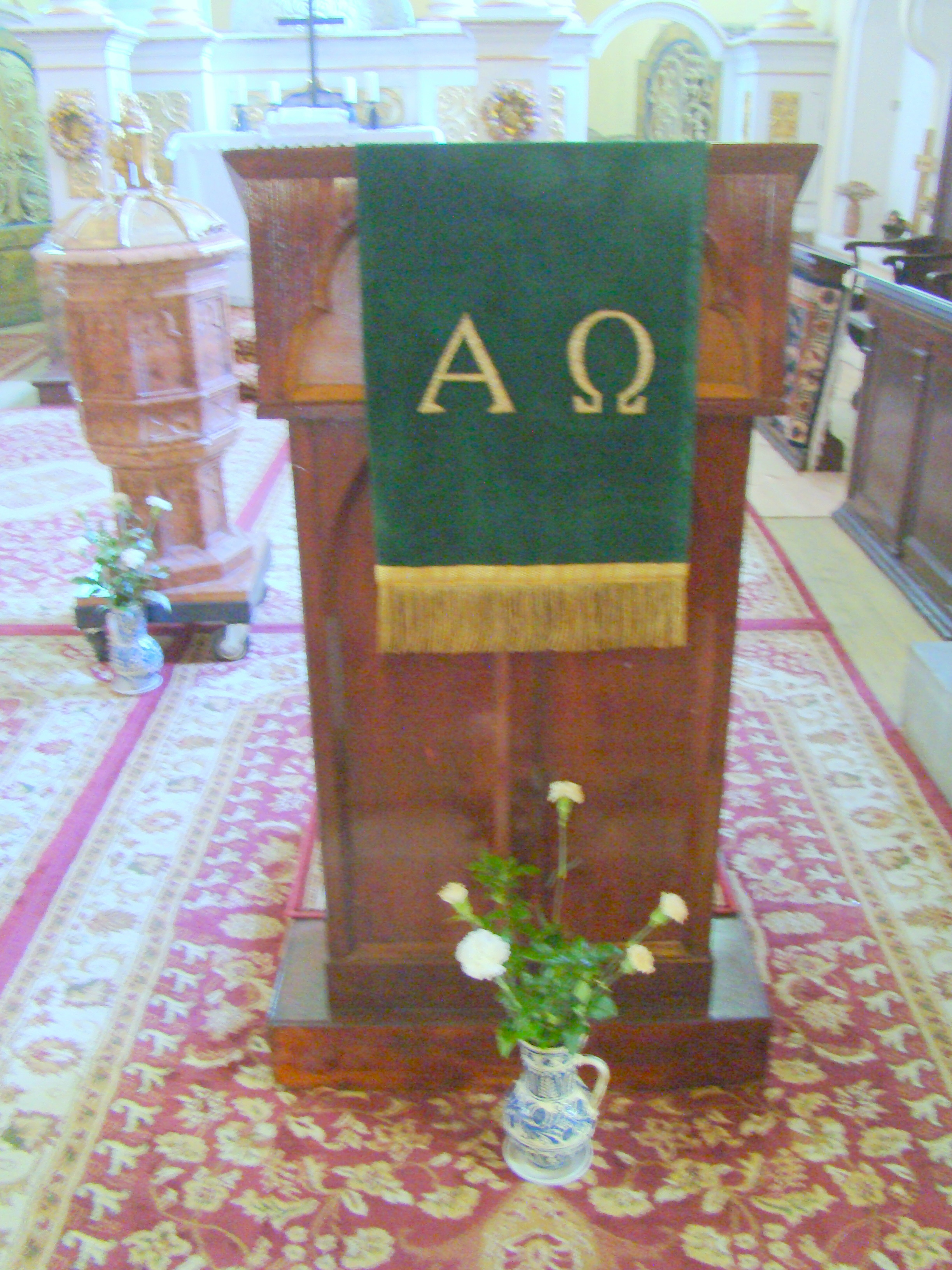
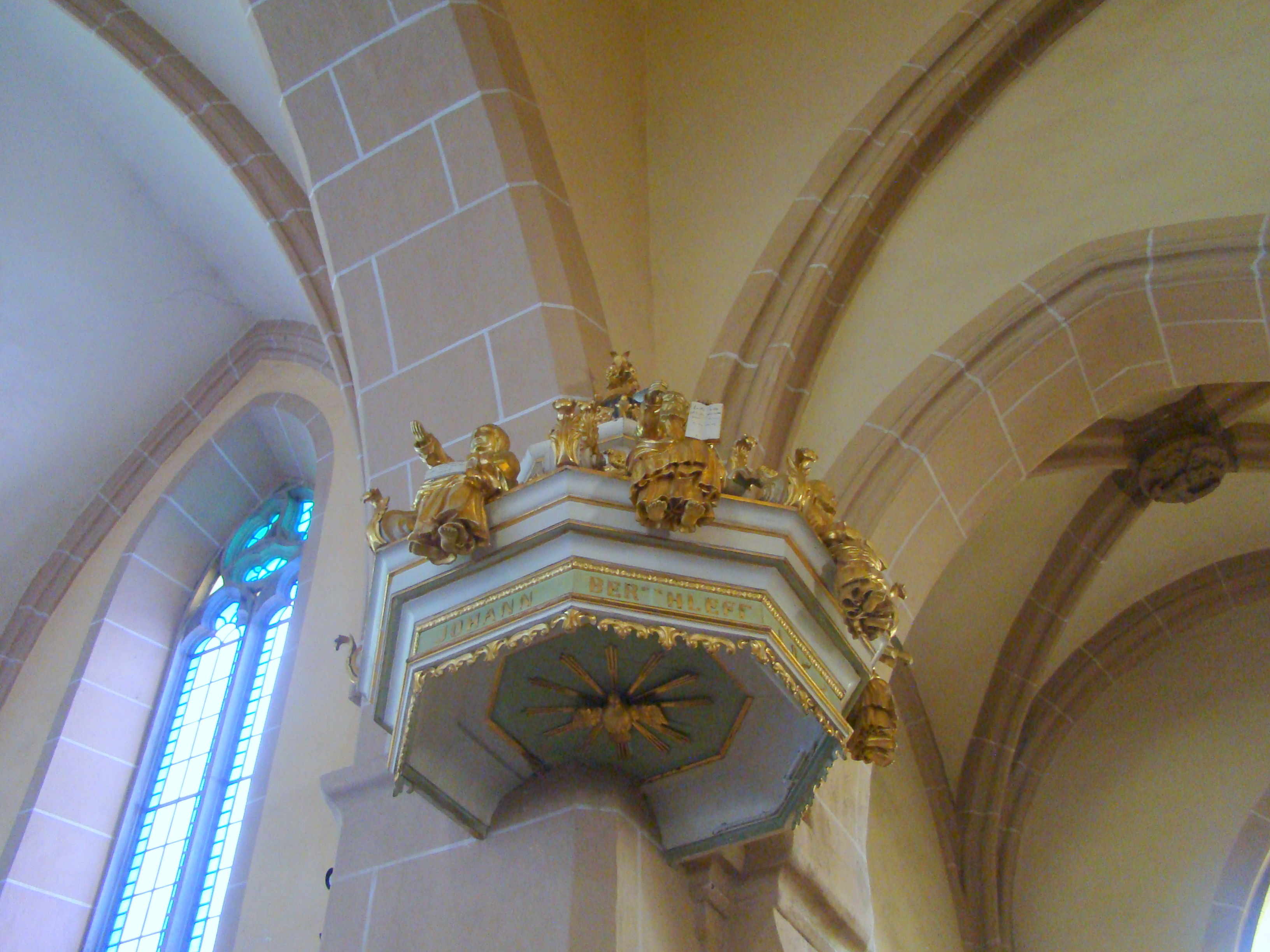
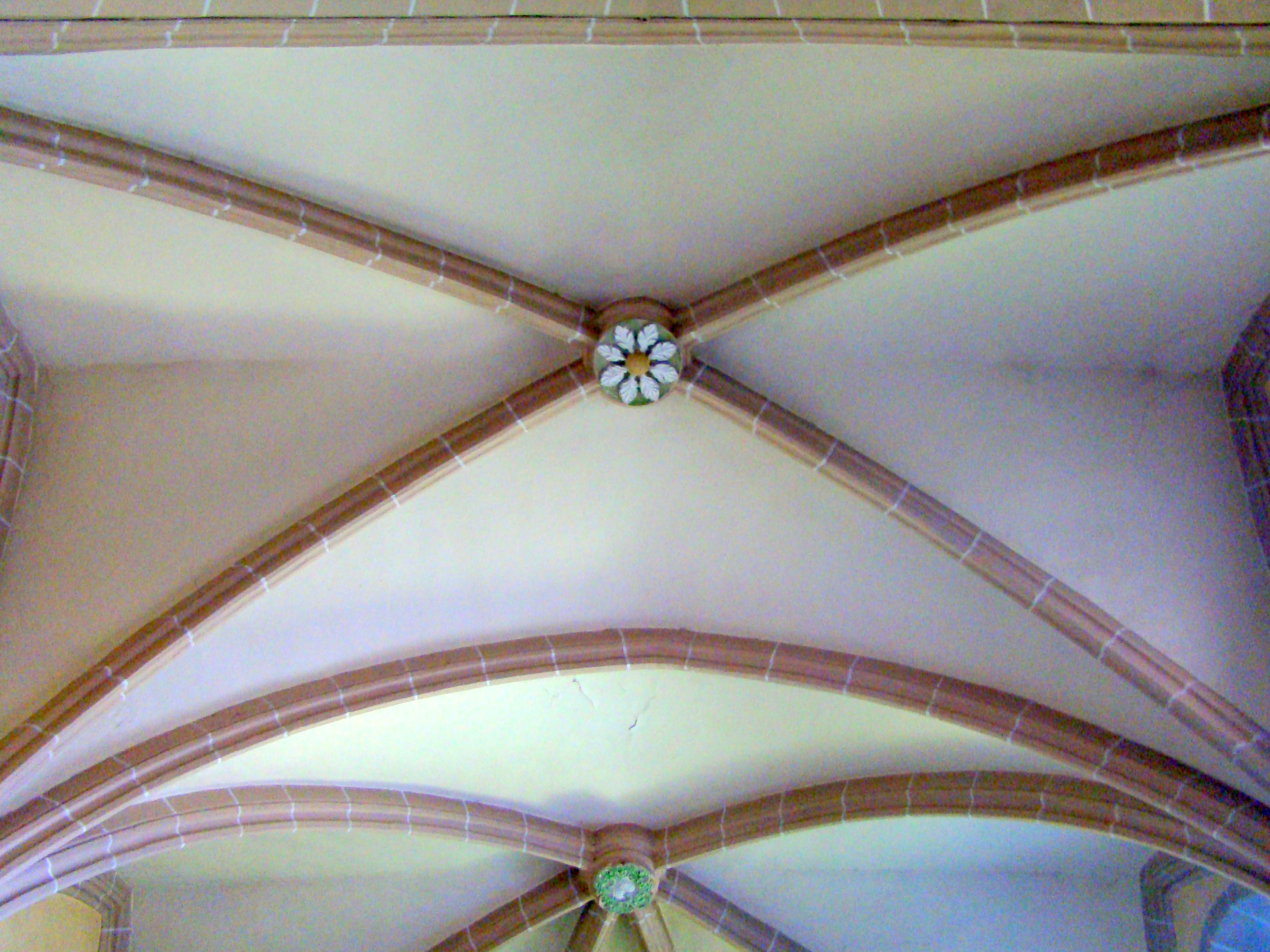
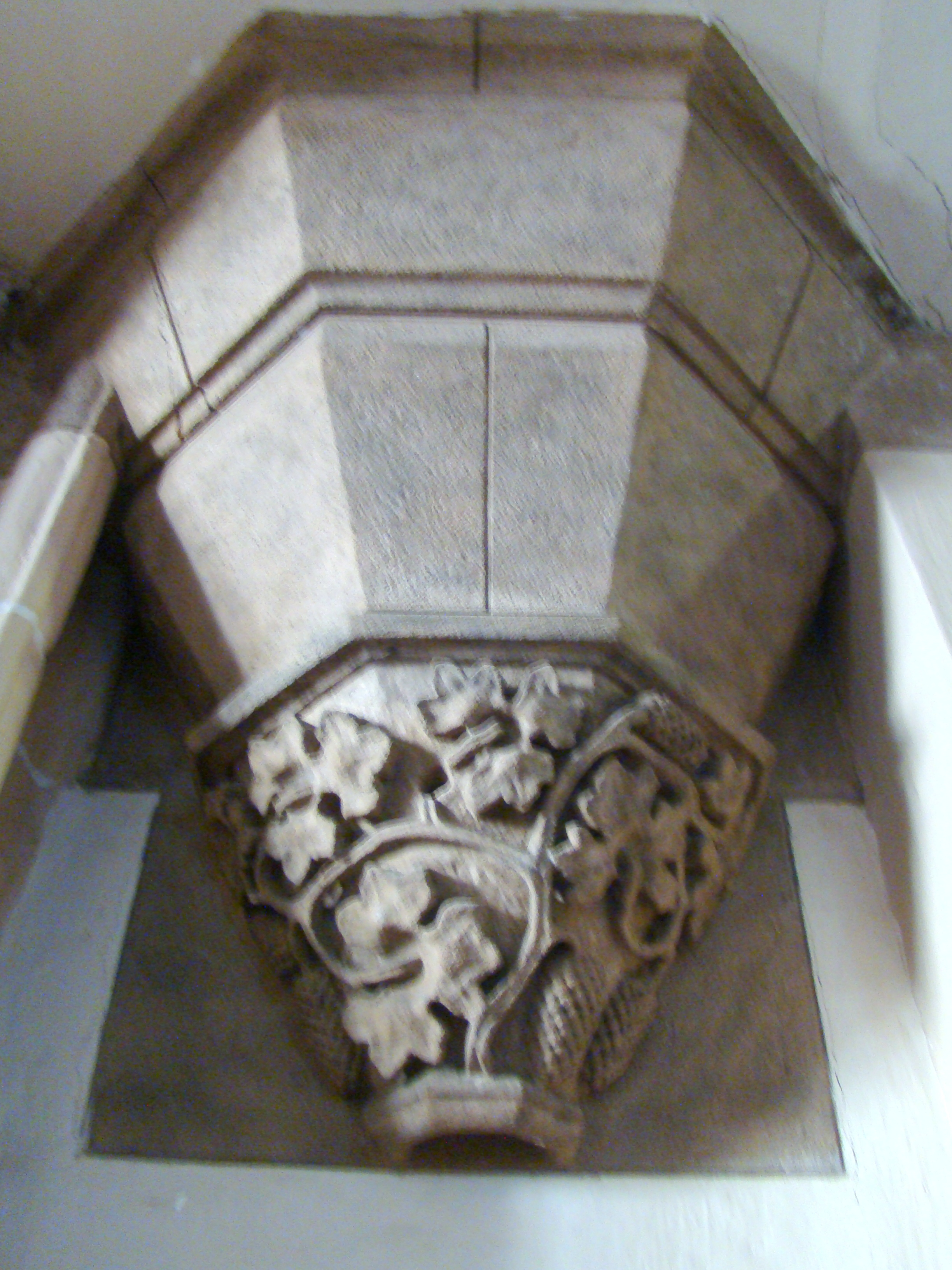
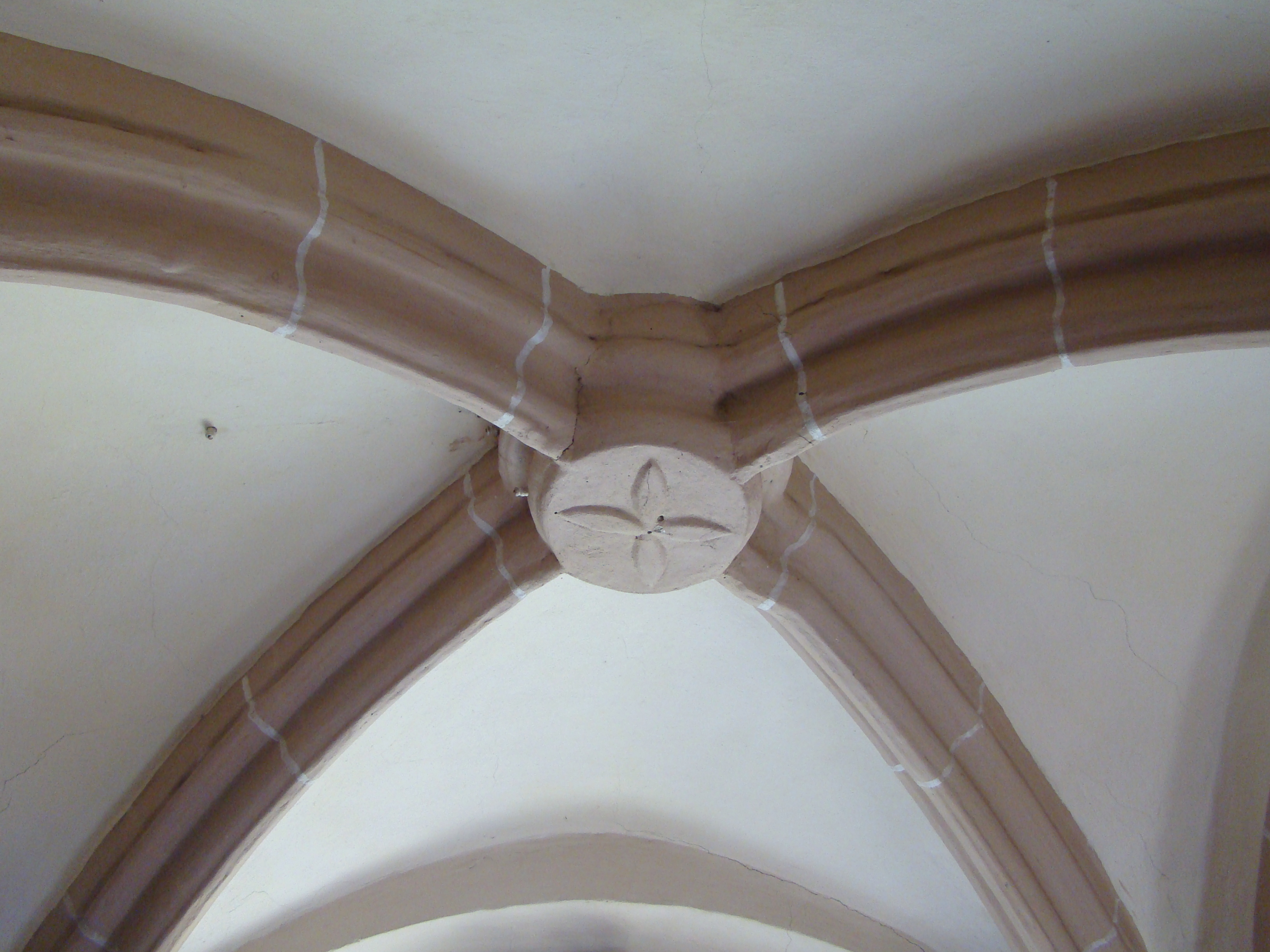
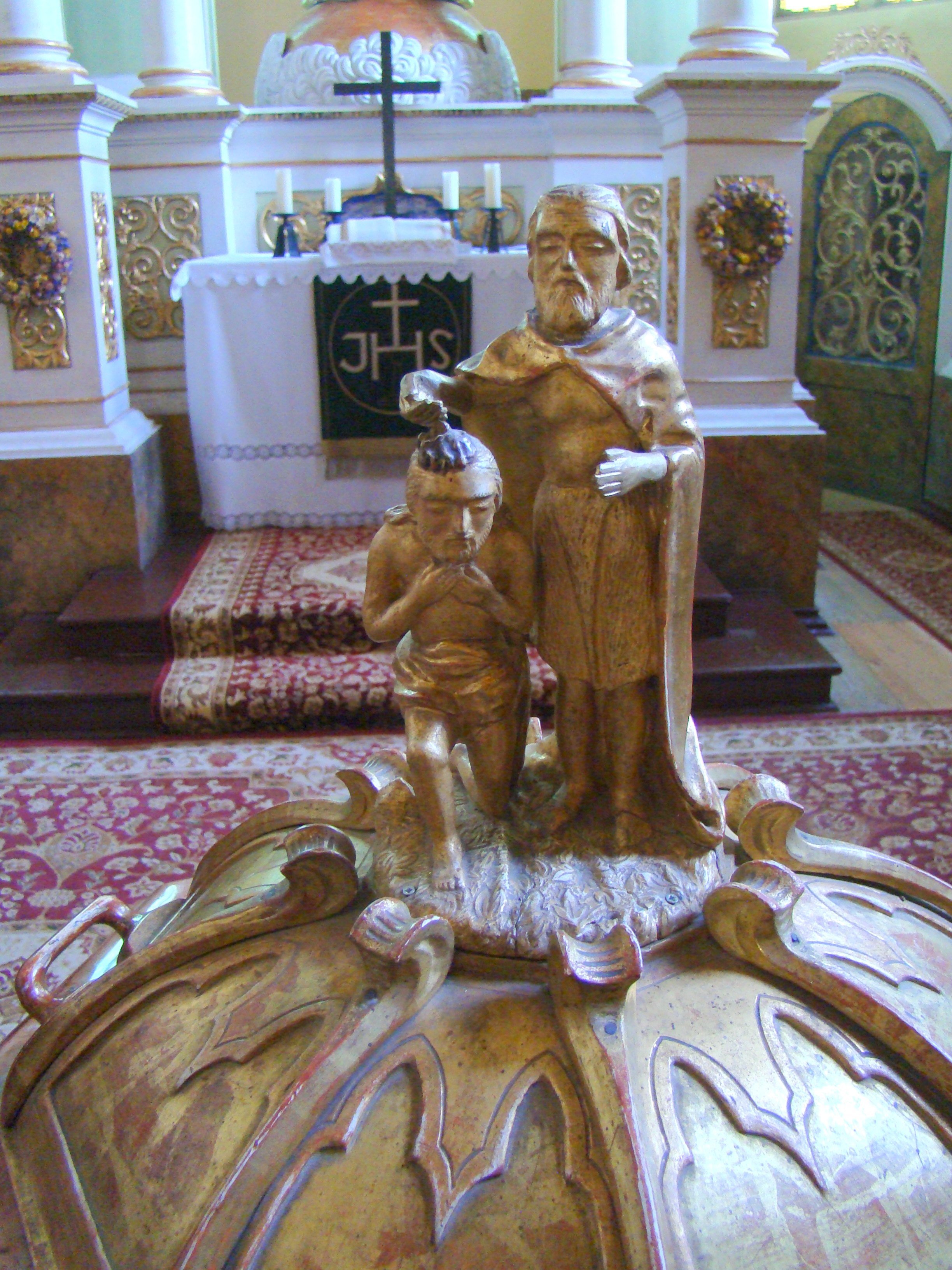
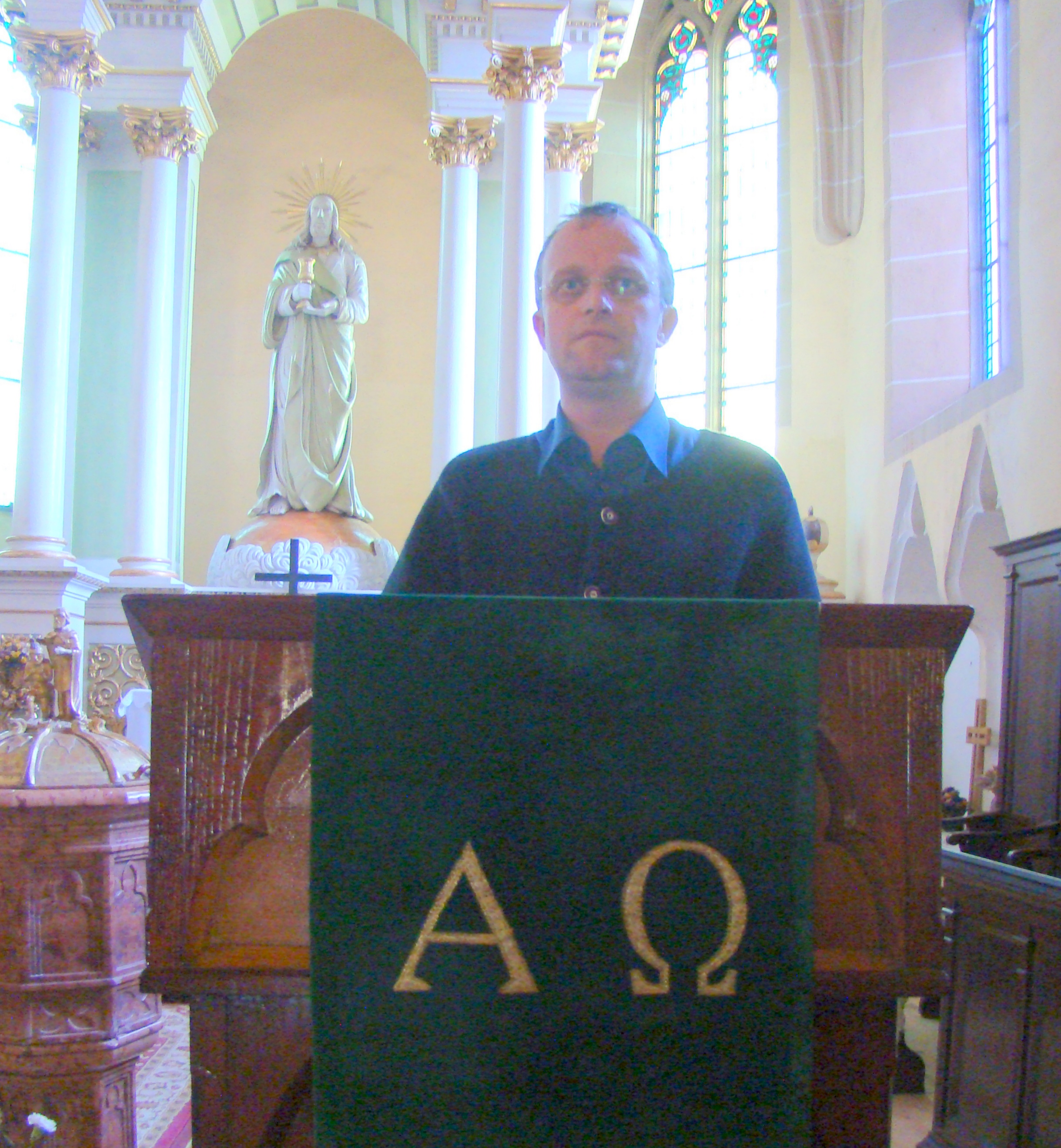
pastorul luteran Johann Zey
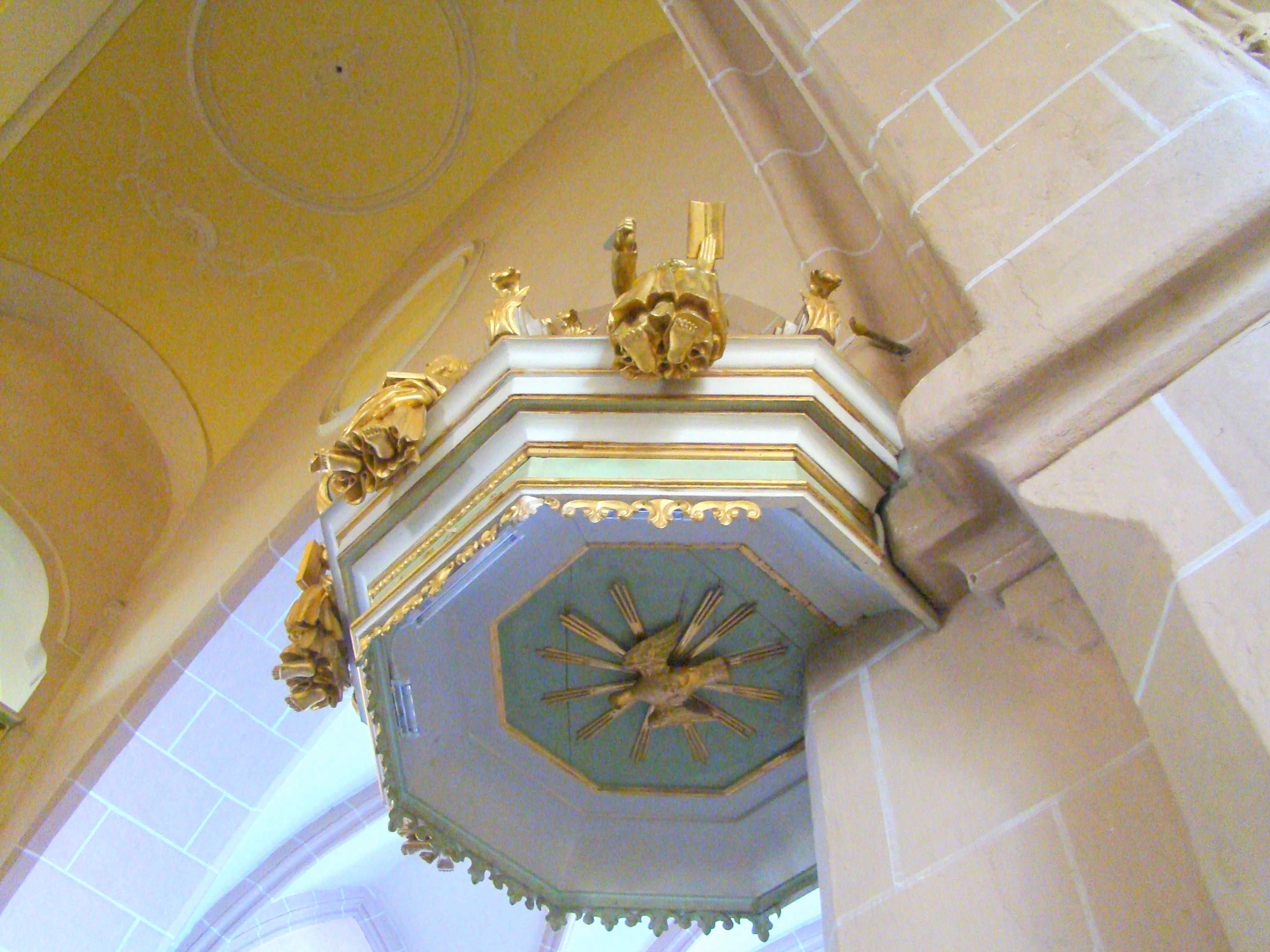
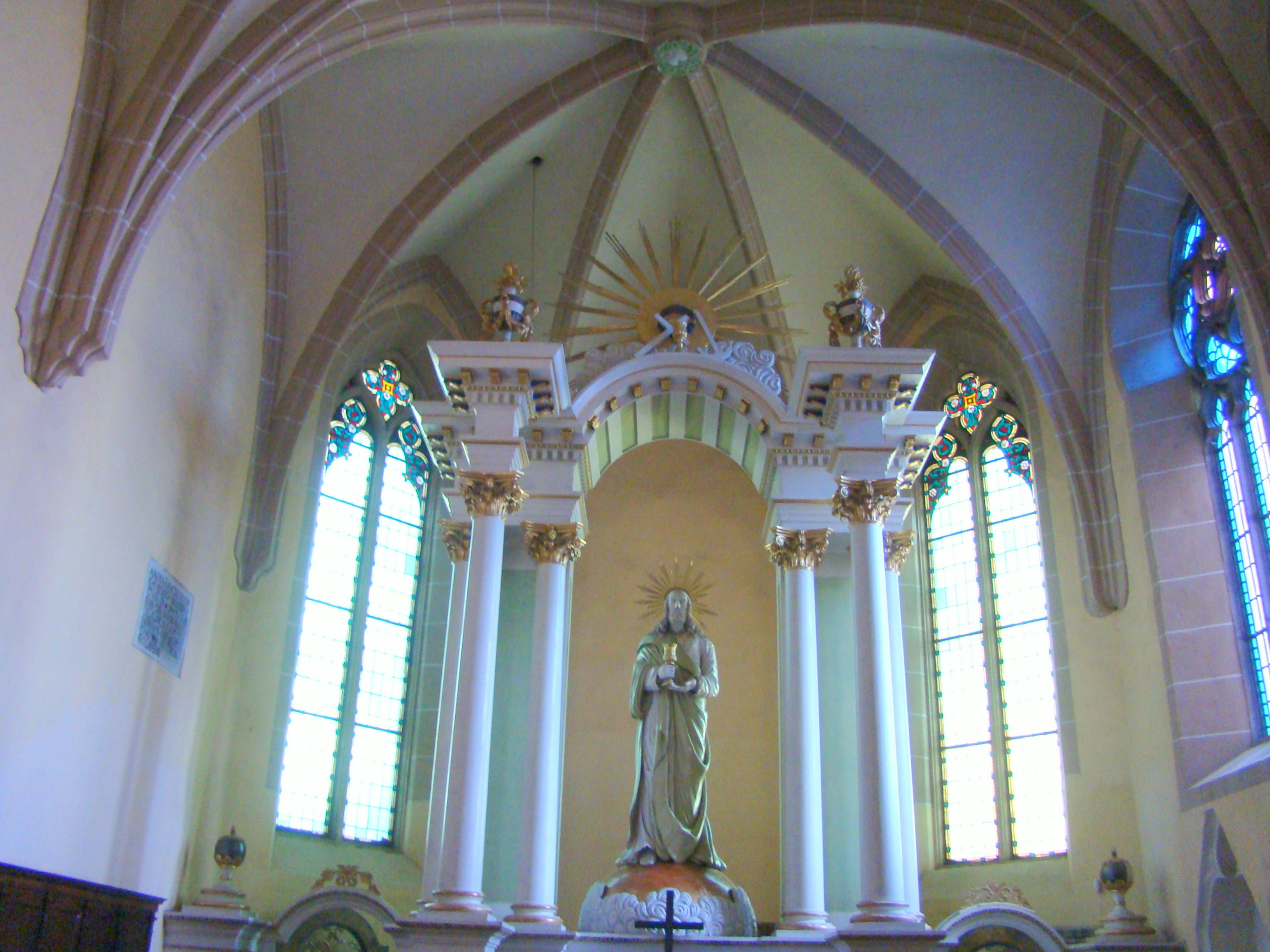
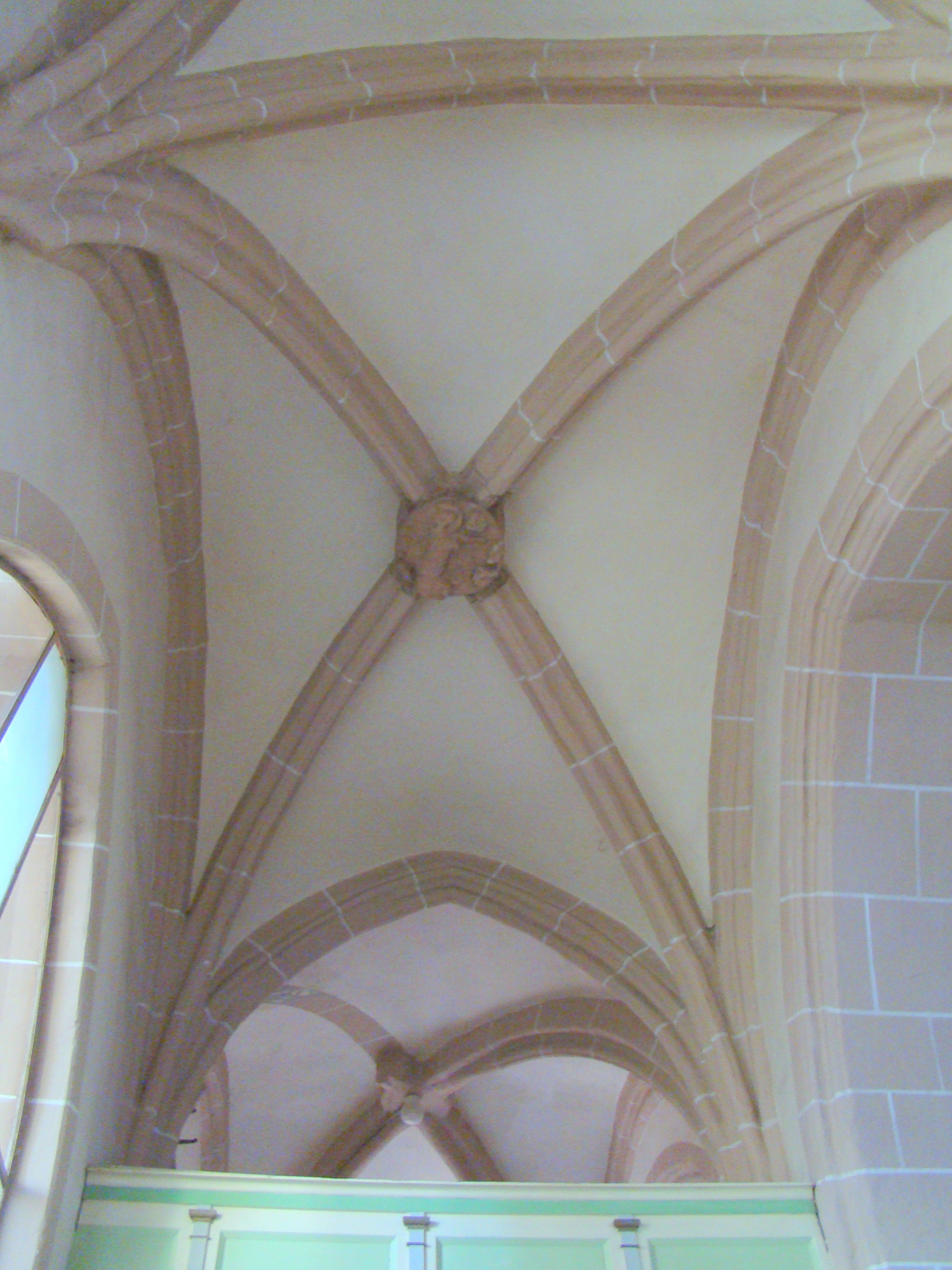
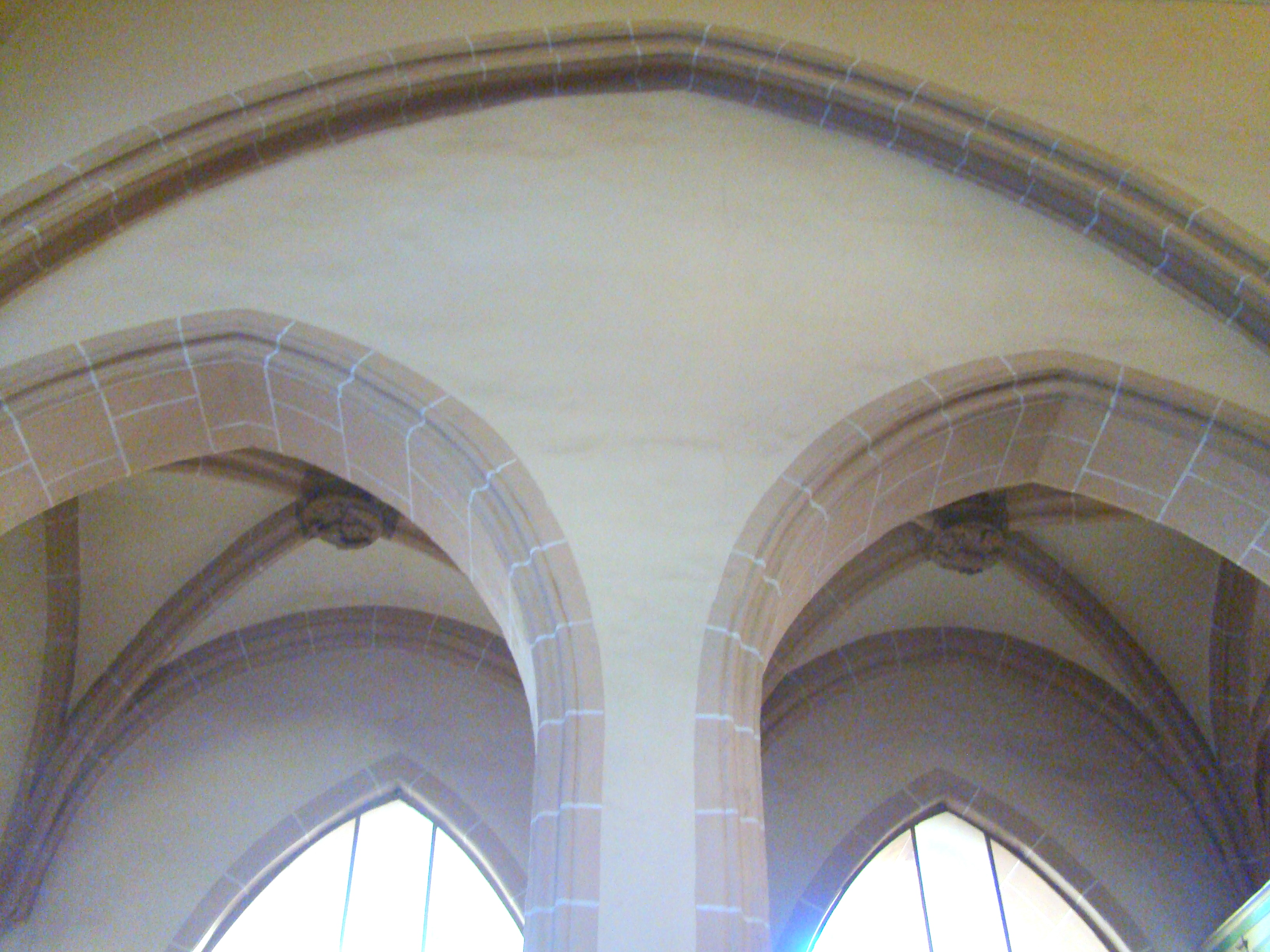
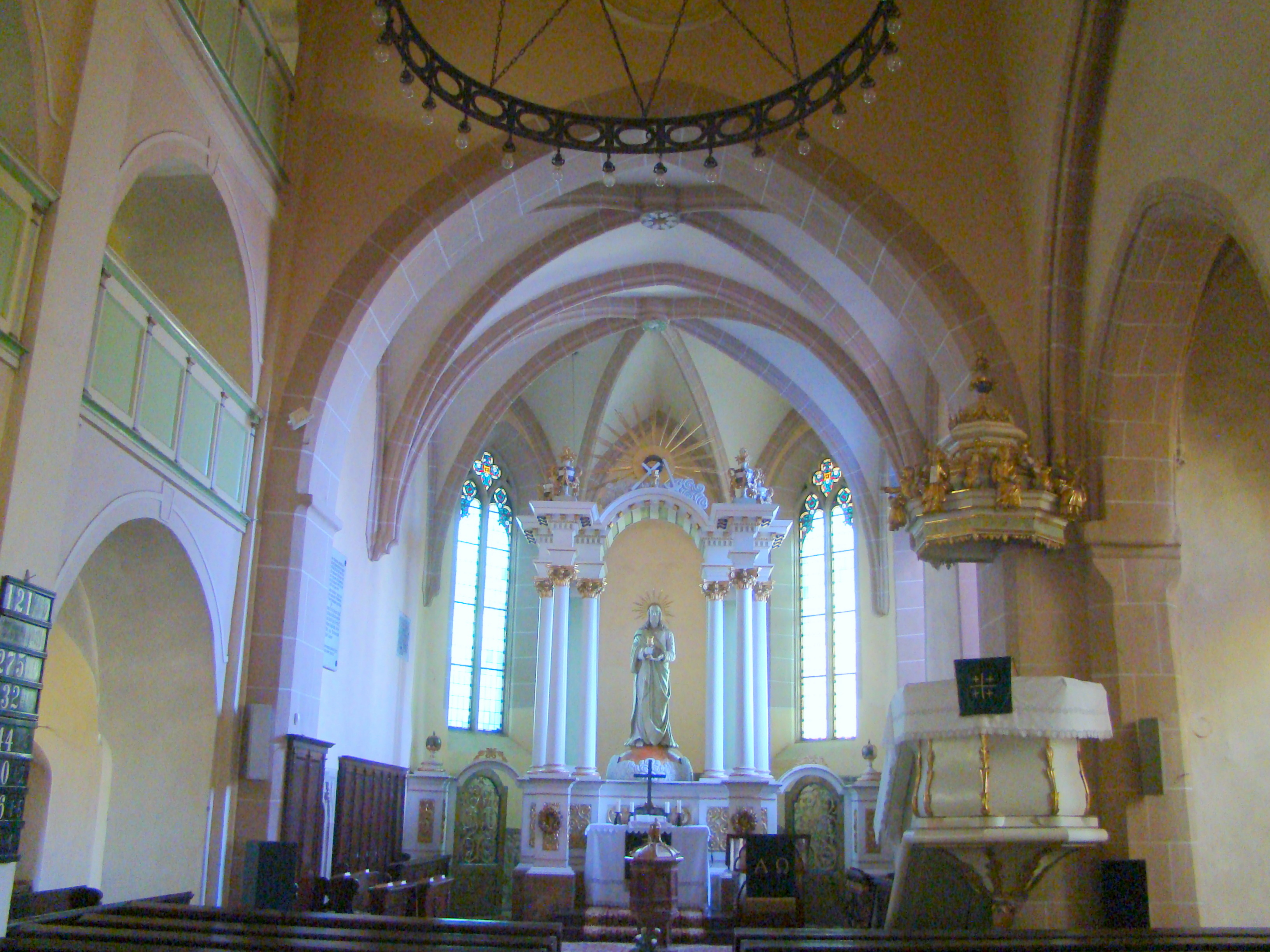
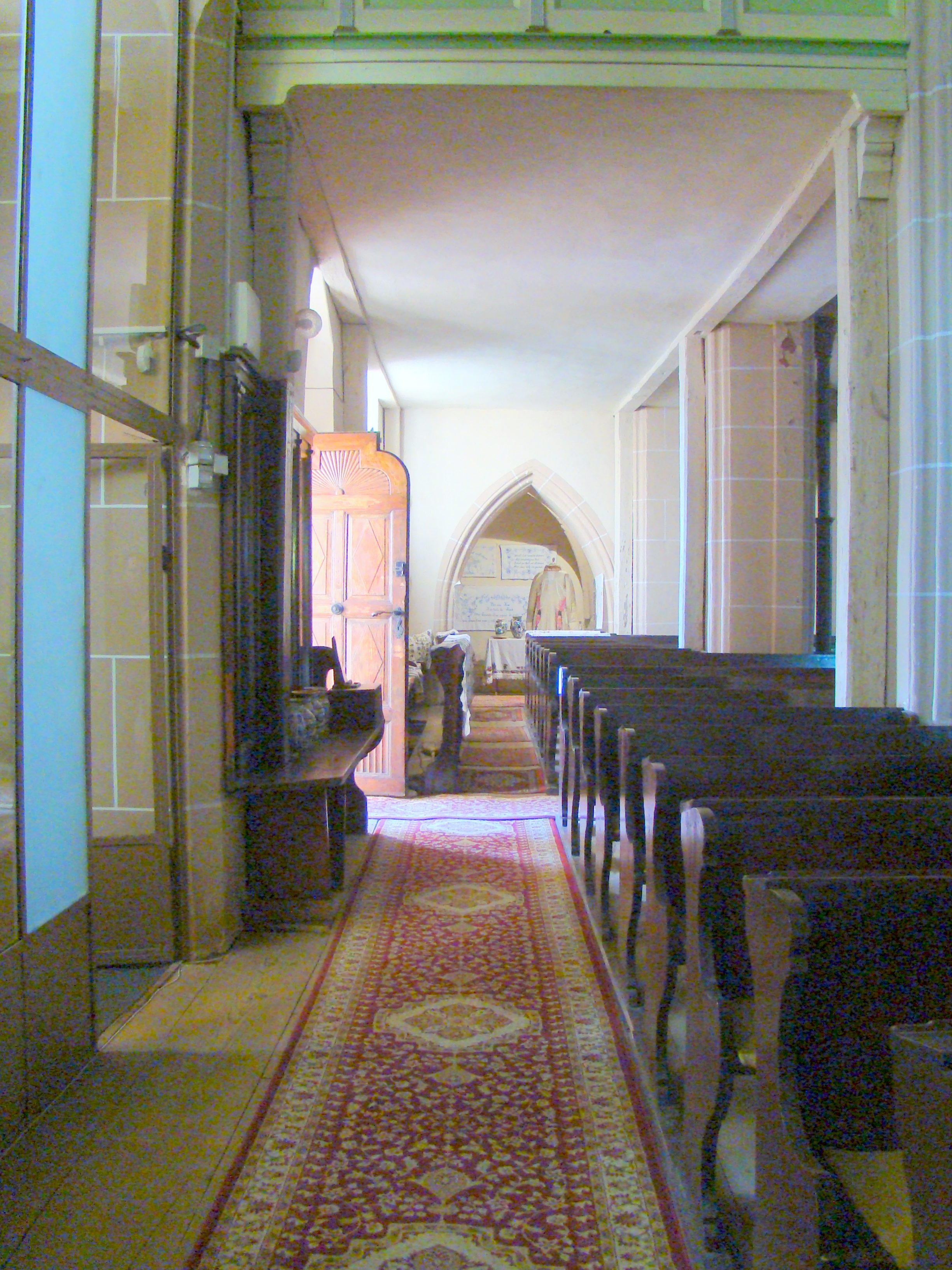

## Imagini din muzeul amenajat în incinta bisericii

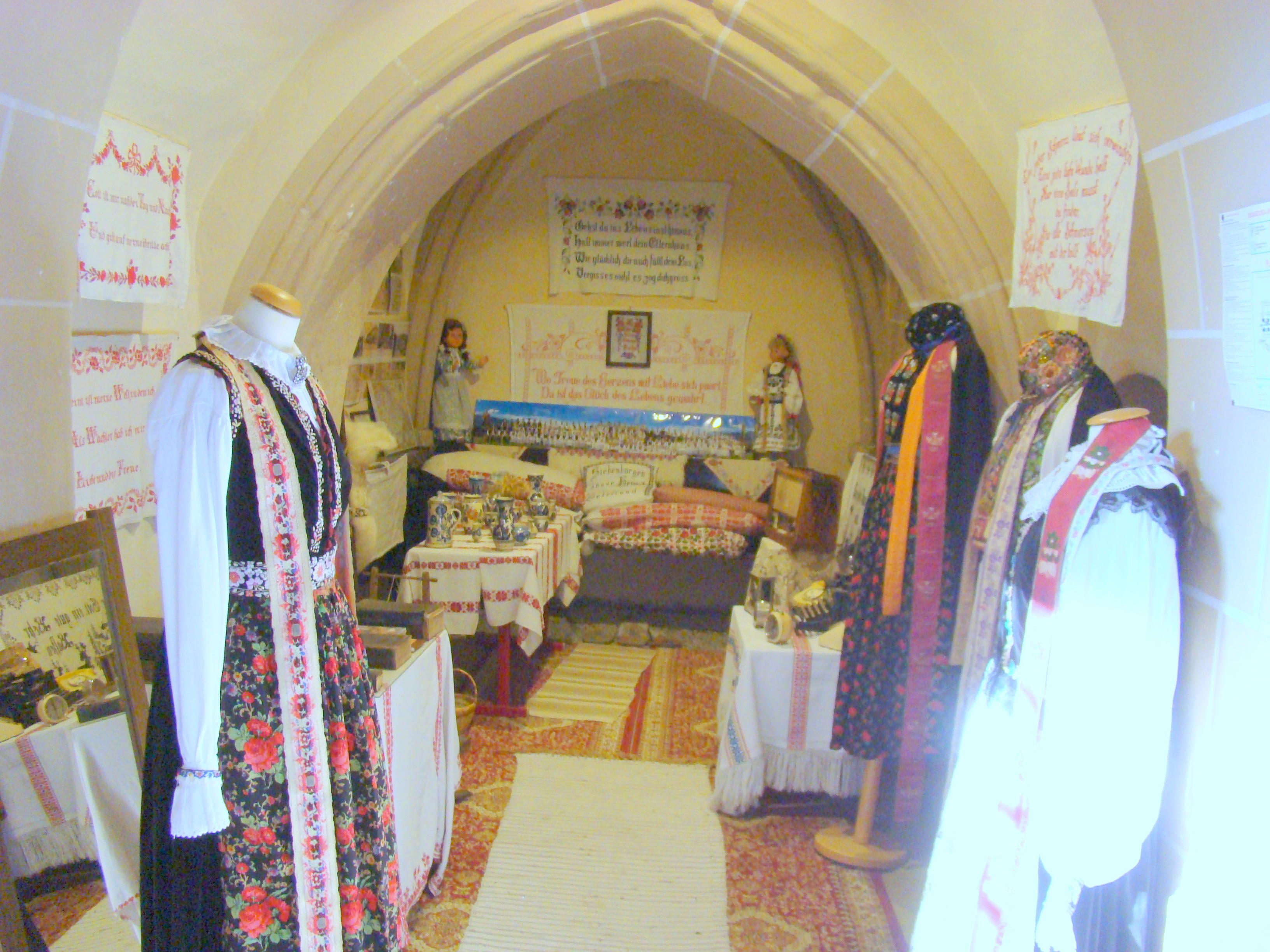
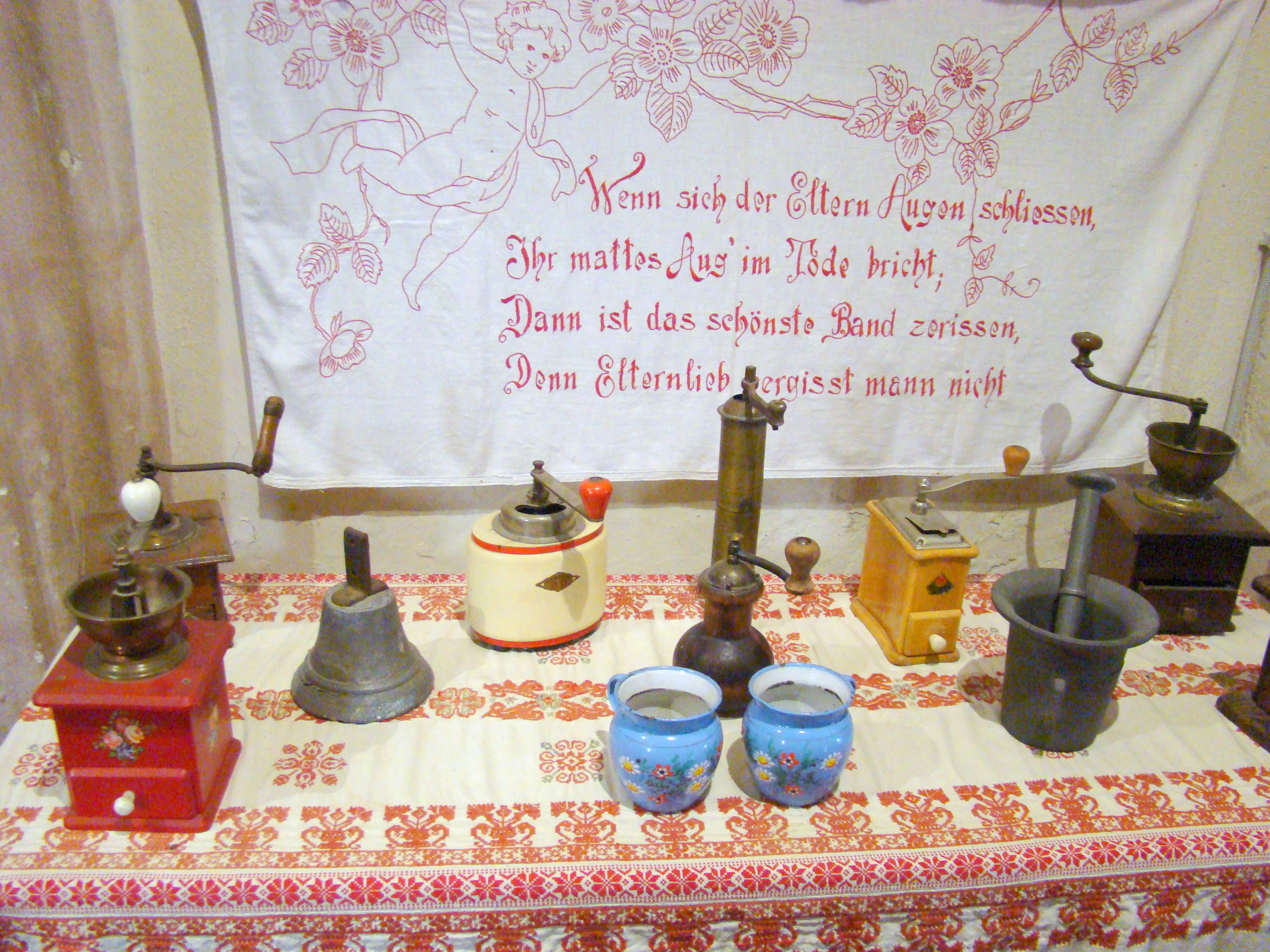
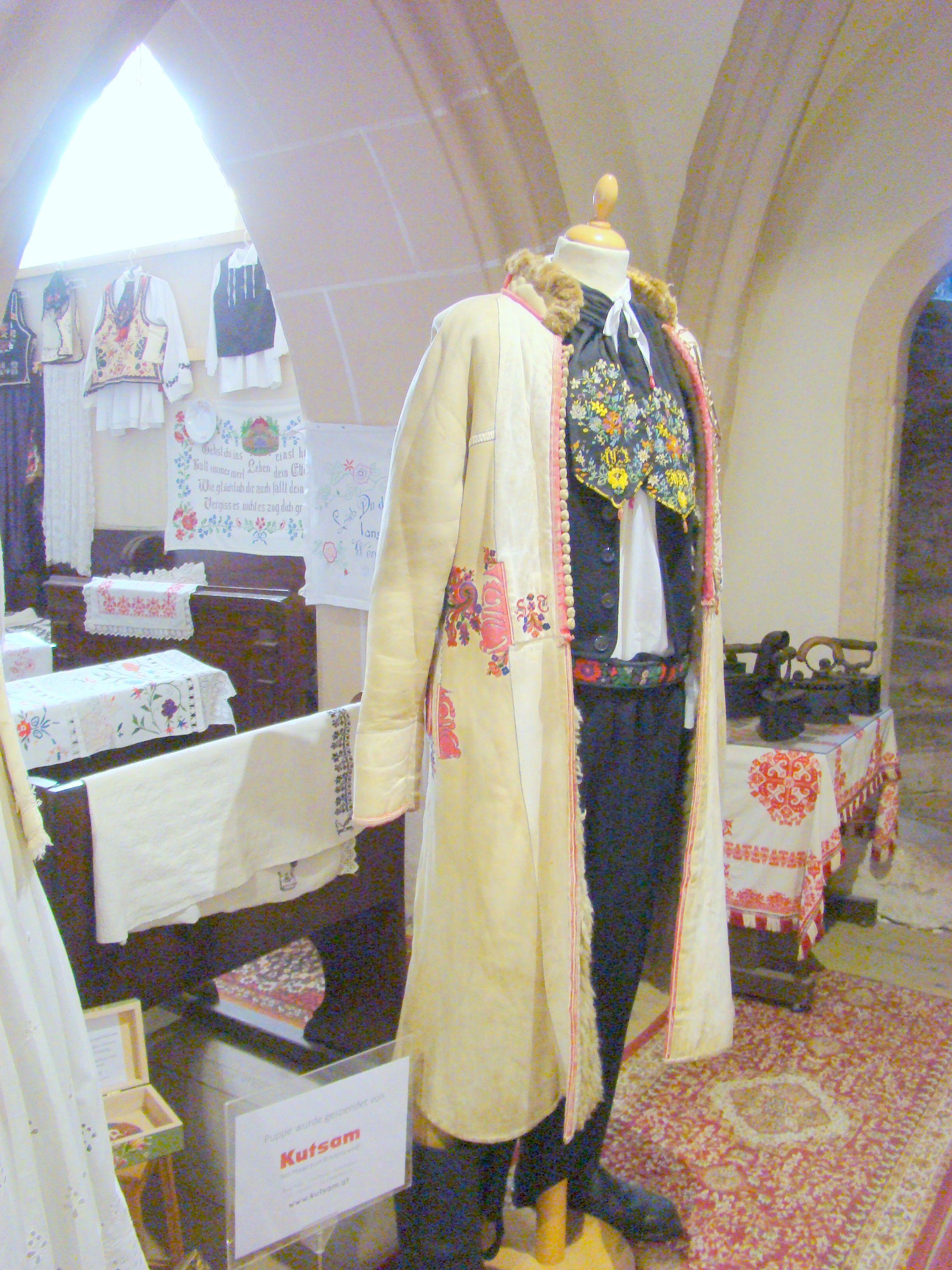
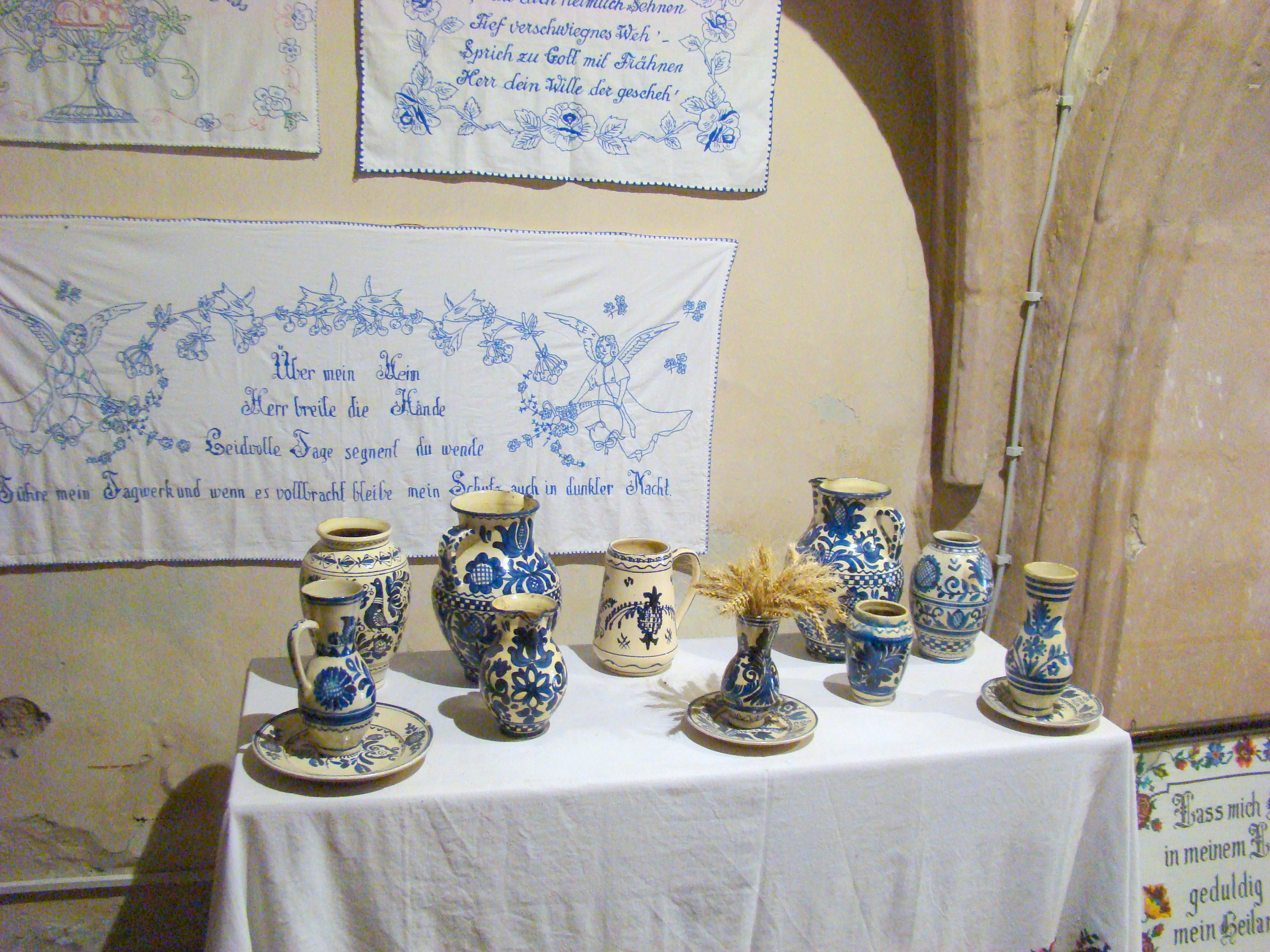
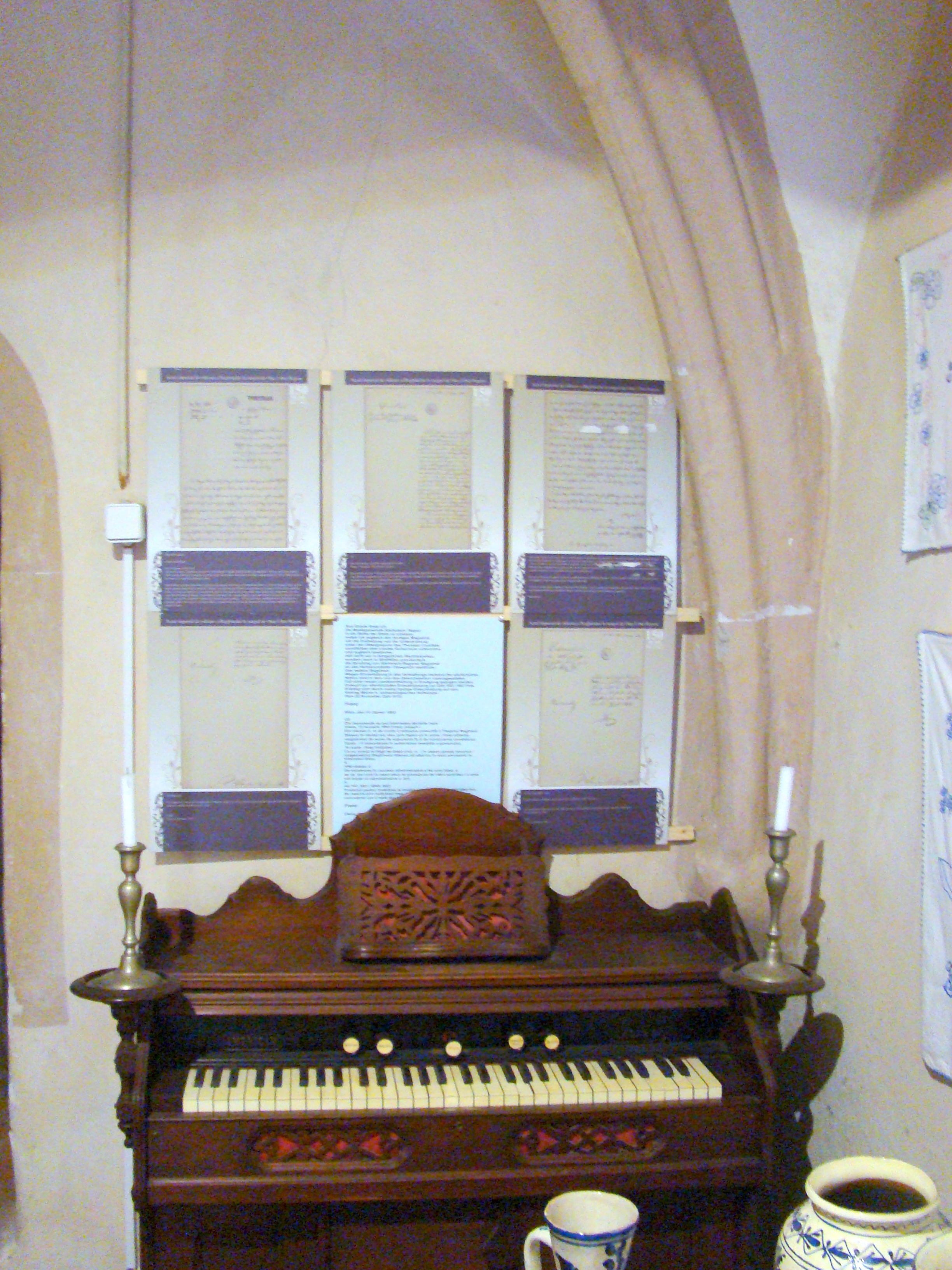
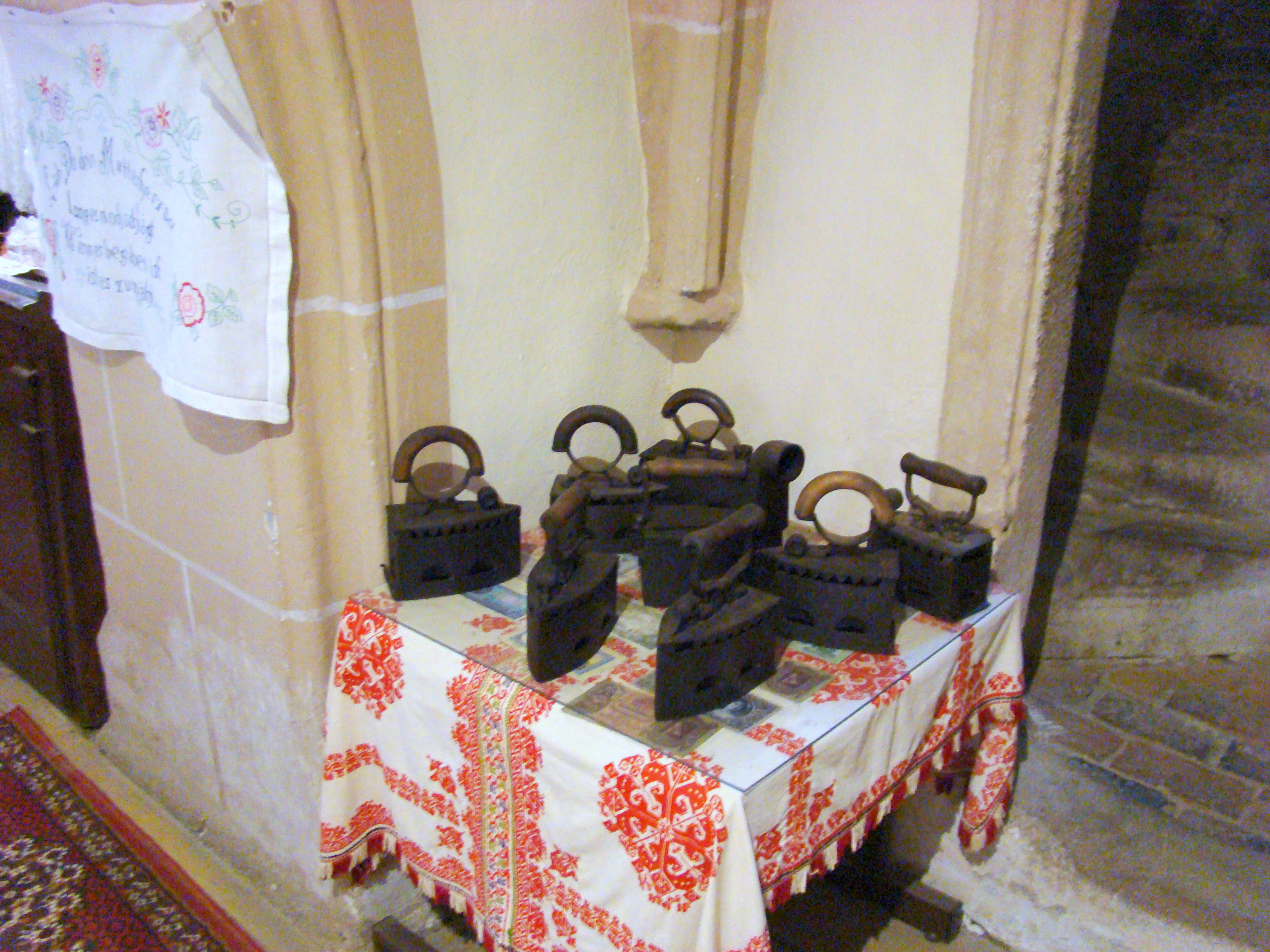
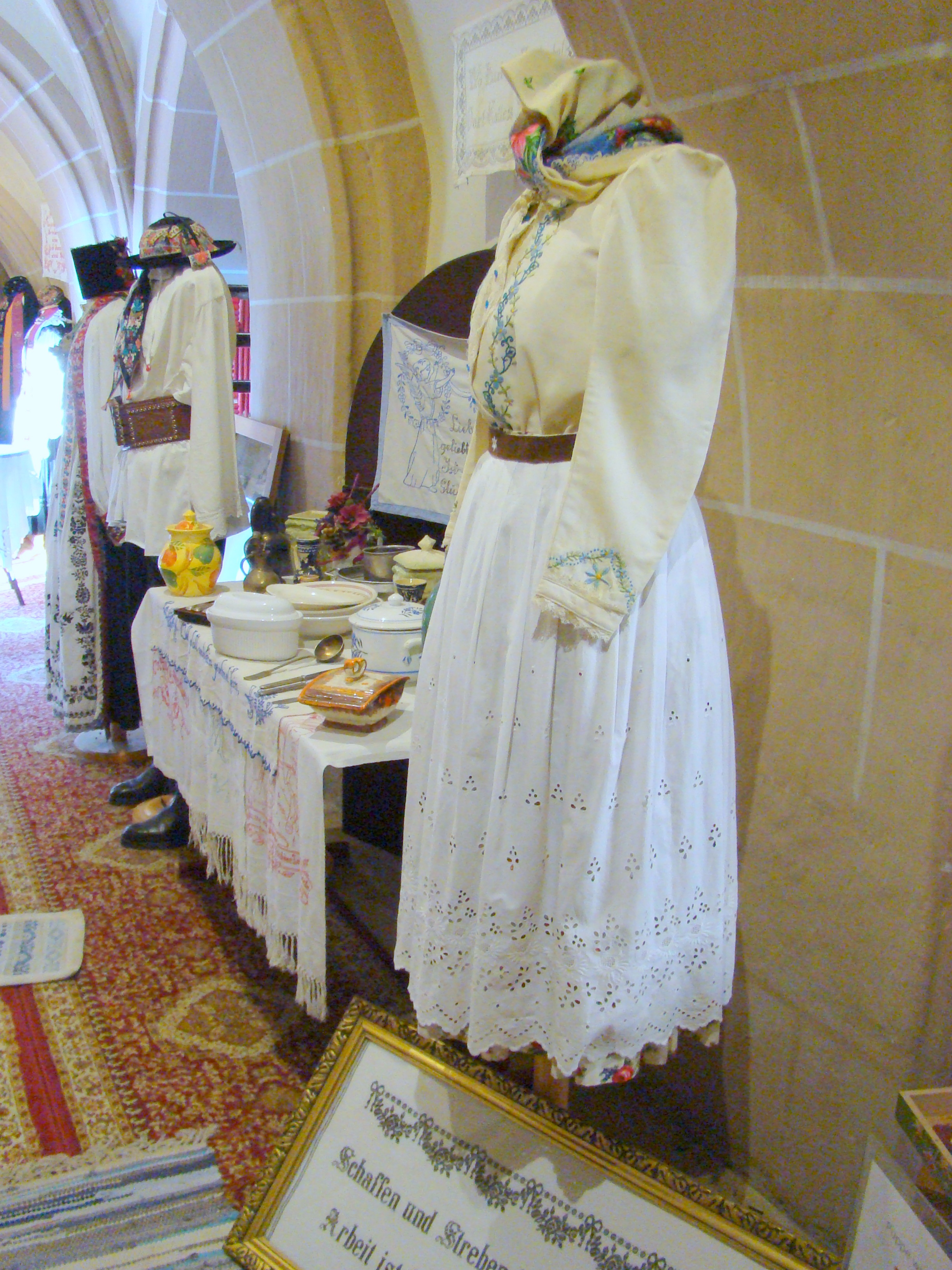
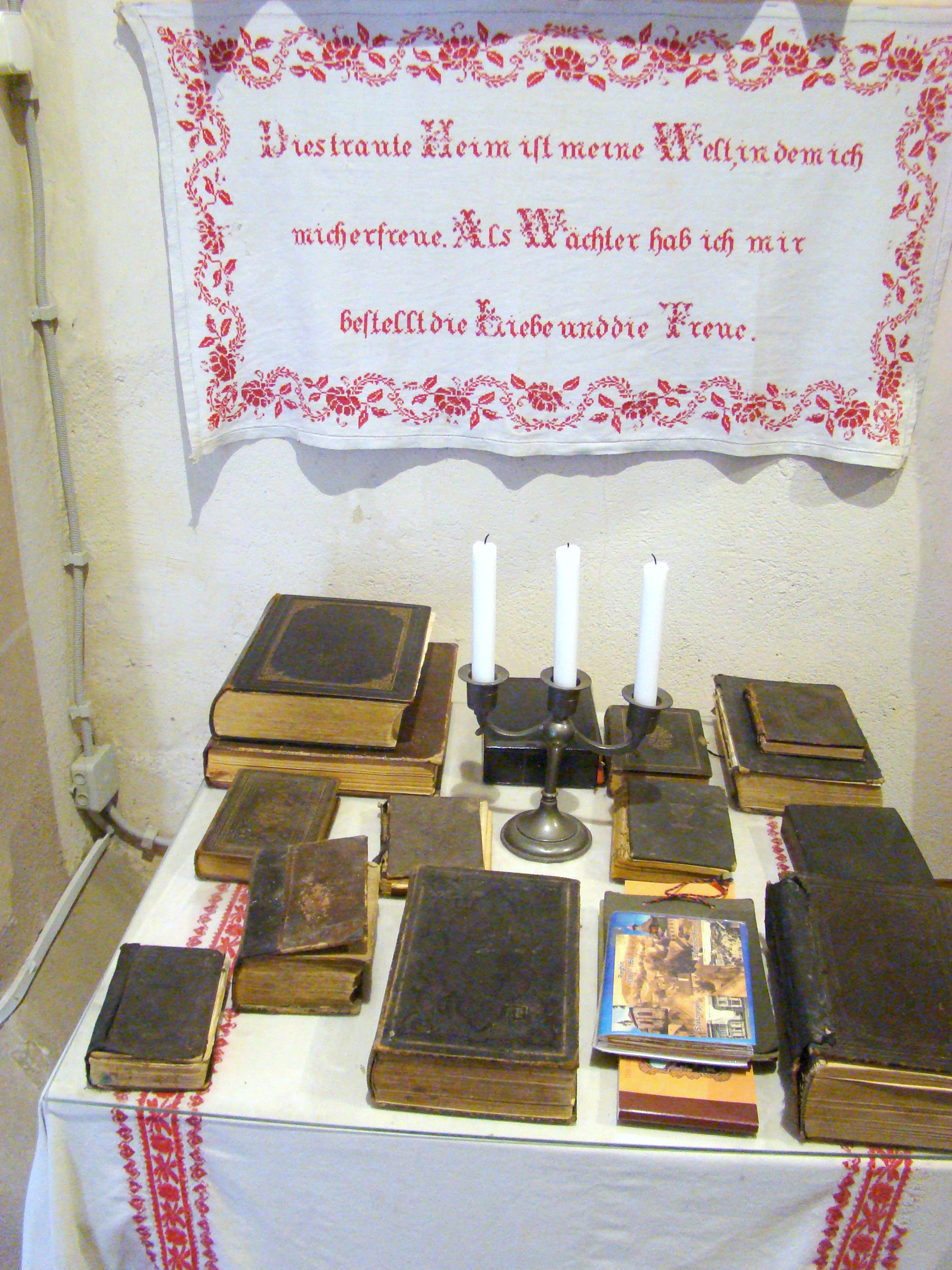